# Capitoli di One Piece (volumi 61 - in corso)

Copertina della seconda edizione italiana del volume 61

Questa è la lista dei capitoli di One Piece, manga di Eiichirō Oda, a partire da quelli contenuti nel volume 61. La storia segue le avventure del giovane pirata Monkey D. Rufy (il cui corpo ha assunto le proprietà della gomma dopo avere ingerito un frutto del diavolo) e della sua ciurma, alla ricerca del tesoro del Re dei pirati Gol D. Roger: lo One Piece.
Il manga è serializzato dalla Shūeisha sulla rivista settimanale Weekly Shōnen Jump dal numero del 22 luglio 1997 ed è tuttora in corso di pubblicazione. I capitoli sono raccolti dalla casa editrice in formato tankōbon e pubblicati a partire dal 24 dicembre 1997 a cadenza aperiodica. Dal 1º luglio 2001, la Star Comics, nella collana Young, pubblica l'edizione italiana in albi corrispondenti ai volumi originali giapponesi. È in corso, inoltre, una ristampa (inizialmente mensile, successivamente diventata bimestrale e infine trimestrale) intitolata One Piece New Edition, cominciata il 20 febbraio 2008 sulla collana Greatest.

## Volumi 61-70
| Nº | Titolo italiano Giapponese 「Kanji」 - Rōmaji | Data di prima pubblicazione            | Data di prima pubblicazione             |
| Nº | Titolo italiano Giapponese 「Kanji」 - Rōmaji | Giapponese                             | Italiano                                |
| 61 | Romance dawn for the new world - L'alba di una nuova avventura nel nuovo mondo 「ROMANCE DAWN for the New World —新しい世界への冒険の夜明け—」 - ROMANCE DAWN for the New World - Atarashī Sekai e no bōken no yoake | 4 febbraio 2011 ISBN 978-4-08-870175-2 | 3 novembre 2011 ISBN 978-88-6420-762-9  |
| 61 | Capitoli - 595. Il giuramento (宣誓?, Sensei) - 596. Spectrum (SPECTRUM?) - 597. 3D2Y (3D2Y?) - 598. Due anni dopo (2年後?, Ninengo) - 599. I 9 pirati (九人の海賊?, Kunin no kaizoku) - 600. L'isola della nuova partenza (再出発の島?, Saishuppatsu no shima) - 601. Romance dawn for the new world - L'alba di una nuova avventura nel nuovo mondo (ROMANCE DAWN for the New World — 新しい世界への冒険の夜明け?, ROMANCE DAWN for the New World - Atarashī Sekai e no bōken no yoake) - 602. Timone tutto a...picco! (下舵いっぱい!!?, Shimokaji ippai!!) - 603. Inciso nel cuore (心に留めておけ?, Kokoro ni tometeoke) |                                        |                                         |
| 61 | Trama Grazie al messaggio che Rufy ha fatto avere ai suoi compagni, i membri della ciurma capiscono che il loro incontro si terrà dopo due anni e non dopo tre giorni come precedentemente deciso: i compagni di Cappello di paglia utilizzano questo tempo per affinare le proprie capacità, mentre Rufy si allena con Silvers Rayleigh per padroneggiare l'Ambizione. Due anni dopo, i pirati arrivano all'arcipelago Sabaody. Dopo essersi liberati facilmente di una ciurma di impostori e di un gruppo di marine accompagnati da Sentomaru e due Pacifisti, i pirati si riuniscono presso la Thousand Sunny. Di nuovo insieme, la ciurma parte alla volta dell'isola degli uomini-pesce sfuggendo nuovamente alla Marina, grazie anche all'aiuto delle persone che li hanno aiutati durante la separazione. |                                        |                                         |
| 62 | Avventura sull'isola degli uomini-pesce 「魚人島の冒険」 - Gyojintō no bōken | 2 maggio 2011 ISBN 978-4-08-870217-9   | 2 febbraio 2012 ISBN 978-88-6420-763-6  |
| 62 | Capitoli - 604. Verso gli abissi (深層へ?, Shinsō e) - 605. Il Kraken ed i pirati (クラーケンと海賊?, Kurāken to kaizoku) - 606. Avventura sul fondo del mare (深海の冒険?, Shinkai no bōken) - 607. Diecimila metri sotto il mare (海底1万m?, Kaitei ichiman mētoru) - 608. Il paradiso subacqueo (海底の楽園?, Kaitei no rakuen) - 609. Avventura sull'isola degli uomini-pesce (魚人島の冒険?, Gyojintō no bōken) - 610. Madame Shirley, l'indovina (占い師マダムシャーリー?, Uranaishi Madamu Shārī) - 611. Hody Jones (ホーディ・ジョーンズ?, Hōdi Jōnzu) - 612. In groppa allo squalo salvato (助けたサメに連れられて?, Tasuketa same ni tsurerarete) - 613. La principessa sirena nella torre dal guscio granitico (硬殻塔の人魚姫?, Kōkaku tō no ningyo hime) - 614. Inutile piangere sul latte versato (やっちまったモンはしょうがねぇ?, Yatchimatta mon wa shō ga nē) |                                        |                                         |
| 62 | Trama Negli abissi marini i pirati di Cappello di paglia si imbattono in numerosi ostacoli: i fratelli Caribou e Coribou, un Kraken, i pirati Volanti, un vulcano sottomarino in eruzione e numerosi mostri marini. La ciurma riesce comunque a raggiungere l'isola degli uomini-pesce; dopo essere sfuggiti al gruppo di pirati capitanati da Hammond, membro dei Nuovi pirati uomini-pesce, la ciurma viene divisa. Rufy e i suoi amici, alla ricerca gli uni degli altri, incontrano diverse vecchie conoscenze ed esplorano l'isola. Quando l'indovina Madame Shirley predice che Rufy sarà responsabile della distruzione dell'isola, la ciurma viene invitata al palazzo reale e scoprono che gli abitanti hanno intenzione di imprigionarli, costringendoli a sconfiggere il re Nettuno e la guardia reale. |                                        |                                         |
| 63 | Otohime e Tiger 「オトヒメとタイガー」 - Otohime to Taigā | 4 agosto 2011 ISBN 978-4-08-870270-4   | 2 maggio 2012 ISBN 978-88-6420-764-3    |
| 63 | Capitoli - 615. La maledizione "Centro Centro" (マトマトの呪い?, Mato Mato no noroi) - 616. Un anniversario per la vendetta (復讐の記念日?, Fukushū no kinenbi) - 617. Grosso guaio alla collina dei coralli (サンゴヶ丘で大事件?, Sangogaoka de daijiken) - 618. Proposta di matrimonio (プロポーズ?, Puropōzu) - 619. Nella foresta del mare (海の森にて?, Umi no mori nite) - 620. Il luna park dei sogni (憧れの遊園地?, Akogare no yūenchi) - 621. Otohime e Tiger (オトヒメとタイガー?, Otohime to Taigā) - 622. I pirati del Sole (タイヨウの海賊団?, Taiyō no kaizoku-dan) - 623. Fisher Tiger il pirata (海賊フィッシャー・タイガー?, Kaizoku Fisshā Taigā) - 624. La regina Otohime (オトヒメ王妃?, Otohime ōhi) - 625. Un testamento senza eredi (受け継がない意志?, Uketsuganai ishi) - 626. I tre fratelli Nettuno (ネプチューン3兄弟?, Nepuchūn san kyōdai) |                                        |                                         |
| 63 | Trama Vander Decken IX, un uomo-pesce col potere del frutto Centro Centro, e Hody Jones, il capo dei Nuovi pirati uomini-pesce, uniscono le loro forze per prendere il controllo dell'isola; la loro prima mossa è attaccare il palazzo reale, facendo prigionieri il re e Zoro, Brook e Usop. Nel frattempo Rufy stringe amicizia con la principessa Shirahoshi e raggiunge con lei la Foresta marina dove incontrano Jinbe, che racconta a lui e ai membri della ciurma giunti lì la storia dell'isola. Sedici anni prima, lui e Arlong facevano parte dei pirati del Sole sotto la guida di Fisher Tiger. Mentre stavano aiutando l'ex schiava bambina Koala a tornare a casa, Tiger venne attaccato da alcuni marine e morì in seguito alle ferite rifiutando una trasfusione di sangue umano che gli avrebbe salvato la vita. Jinbe divenne il capo dei pirati del Sole e Arlong decise di lasciare la ciurma, che venne sciolta dopo l'ingresso di Jinbe nella Flotta dei Sette. Intanto, la regina Otohime, che stava proseguendo i suoi sforzi per avvicinare gli uomini-pesce e gli umani, venne uccisa e in punto di morte chiese ai suoi tre figli di proteggere la sorella. |                                        |                                         |
| 64 | Centomila VS. dieci 「10万VS10」 - Jūman bāsasu jū | 4 novembre 2011 ISBN 978-4-08-870301-5 | 2 agosto 2012 ISBN 978-88-6420-765-0    |
| 64 | Capitoli - 627. Non ne sono degno (かたじけない?, Katajikenai) - 628. Repulisti (大掃除?, Ōsōji) - 629. L'ex membro della Flotta dei Sette blocca la strada (立ち塞がる元七武海?, Tachifusagaru moto Shichibukai) - 630. Scatenati (暴れ出す?, Abaredasui) - 631. Piazza Gyoncorde (ギョンコルド広場?, Gyonkorudo hiroba) - 632. Lo sapevo (知ってた?, Shitteta) - 633. Amici o nemici? (敵か味方か?, Teki ka mikata ka) - 634. Centomila VS. dieci (10万VS10?, Jūman bāsasu jū) - 635. Un orrore che mette le ali ai piedi (空を飛ぶ程悍ましい?, Sora o tobu hodo ozamashii) - 636. Il generale venuto dal paese del futuro (未来国からきた将軍?, Miraikoku kara kita shōgun) |                                        |                                         |
| 64 | Trama Nami afferma a Jinbe di non portare rancore agli uomini-pesce per quanto subìto per mano di Arlong. Nel frattempo Hody trasmette su tutta l'isola un messaggio nel quale afferma di voler prendere il controllo del regno e vendicarsi della ciurma di Rufy per aver sconfitto il suo idolo Arlong, scatenando il panico. Rufy decide di salvare i suoi compagni catturati, ma Jinbe lo ferma e gli propone un piano; l'ex membro della Flotta dei Sette e Shirahoshi si fanno catturare di proposito e, dopo che Hody ha confessato di essere il responsabile della morte della regina Otohime, i pirati di Cappello di paglia appaiono nella piazza, liberando gli ostaggi e recuperando le firme raccolte dalla regina Otohime e la lettera del suo amico Drago Celeste Myosgard. La ciurma inizia ad affrontare gli uomini di Hody, riuscendo a sconfiggerne gran parte, ma Vander Decken usa i suoi poteri per lanciare la gigantesca arca Noah in direzione dell'isola con l'intenzione di distruggerla. |                                        |                                         |
| 65 | Da zero 「ゼロに」 - Zero ni | 3 febbraio 2012 ISBN 978-4-08-870367-1 | 2 novembre 2012 ISBN 978-88-6420-766-7  |
| 65 | Capitoli - 637. L'antica arca (古の方舟?, Inishie no hakobune) - 638. Fuggioshi (にげほし?, Nigehoshi) - 639. Proteggere ogni cosa (全部守る?, Zenbu mamoru) - 640. Sulla verticale dell'isola degli uomini-pesce (魚人島直上?, Gyojintō chokujō) - 641. Ma tu chi sei? (お前は何だ?, Omae wa nan da) - 642. L'onore distrutto (面目など丸潰れ?, Menmoku nado marutsubure) - 643. Phantom (ファントム?, Fantomu) - 644. Da zero (ゼロに?, Zero ni) - 645. Anche la morte è una vendetta (死もまた復讐?, Shi mo mata fukushū) - 646. La rana (カエル?, Kaeru) |                                        |                                         |
| 65 | Trama Mentre i pirati di Cappello di paglia combattono gli ufficiali dei Nuovi pirati uomini-pesce, Rufy ferma Shirahoshi dal voler sacrificare se stessa e vola fino a Noah con lei e suo fratello Fukaboshi. Hody tradisce Vander Decken e lo sconfigge prima di sfidare Rufy e i fratelli tritone, rivelando di essere l'assassino di Otohime; nel frattempo Decken cade privo di sensi, facendo di conseguenza precipitare la nave sull'isola. Mentre tutti gli abitanti dell'isola stanno evacuando, il principe Fukaboshi rivela a Rufy che Hody e i suoi seguaci sono dei fanatici motivati dal rancore che gli uomini-pesce nutrono verso gli umani e che non cercano la pace, ma solo il sangue. Incoraggiato da Fukaboshi, Rufy sconfigge Hody e tenta di distruggere la nave per salvare l'isola mentre il resto della ciurma e Jinbe sconfiggono gli ufficiali di Hody. |                                        |                                         |
| 66 | La strada che portava al Sole 「タイヨウへと続く道」 - Taiyō e to tsuzuku michi | 2 maggio 2012 ISBN 978-4-08-870416-6   | 1º febbraio 2013 ISBN 978-88-6420-767-4 |
| 66 | Capitoli - 647. Fermati, Noah (止まれノア?, Tomare Noa) - 648. La strada che portava al Sole (タイヨウへと続く道?, Taiyō e to tsuzuku michi) - 649. Danze di orate e delle sogliole (タイやヒラメの舞い踊り?, Tai ya hirame no maiodori) - 650. Due cambiamenti che è bene sapere (知っておくべき2つの変化?, Shitteokubeki futatsu no henka) - 651. Una voce dal Nuovo Mondo (新世界からの声?, Shinsekai kara no koe) - 652. Presagio di un futuro impervio (前途多難の予感?, Zento tanan no yokan) - 653. Un cappello da eroe (ヒーローの帽子?, Hīrō no bōshi) - 654. Gam (un piccolo gruppo) (GAM?, Shōgun) - 655. Punk Hazard (パンクハザード?, Panku Hazādo) - 656. Avventura sull'isola in fiamme (燃える島の冒険?, Moeru shima no bōken) |                                        |                                         |
| 66 | Trama Dopo che Shirahoshi ferma Rufy dal distruggere Noah salvando l'isola, Jinbe dona il suo sangue a Rufy. Quando il capitano si riprende, Hody, Decken e i Nuovi pirati uomini-pesce vengono arrestati e tutte le accuse contro i pirati di Cappello di paglia vengono ritirate. Mentre la ciurma e i cittadini dell'isola celebrano la vittoria, Robin e Nettuno parlano di Shirahoshi, che in realtà è l'arma ancestrale Poseidon. Caribou ruba il tesoro del regno, ma Rufy, Zoro e Sanji lo inseguono e lo recuperano. Cappello di Paglia intercetta poi una chiamata di Big Mom, uno dei Quattro Imperatori che ha preso l'isola sotto la sua protezione, ai suoi scagnozzi; il ragazzo le dice di aver mangiato le caramelle destinate a lei, sfidandola a una lotta prima di consegnare il tesoro ai gregari Pekoms e Tamago. Shirahoshi fa promettere alla ciurma di incontrarsi di nuovo prima che questi partano dall'isola. Grazie a un gruppo di balene, Rufy e gli altri riescono finalmente a raggiungere il Nuovo Mondo. Rispondendo al lumacofono, i pirati sentono un uomo che chiede aiuto prima di essere attaccato; dopo aver raggiunto Punk Hazard, un'isola per metà in fiamme e per metà coperta di ghiaccio, la ciurma si separa per visitarla, scontrandosi con un enorme drago.                                                                       |                                        |                                         |
| 67 | Cool Fight 「クール ファィト」 - COOL FIGHT | 3 agosto 2012 ISBN 978-4-08-870476-0   | 3 giugno 2013 ISBN 978-88-6420-768-1    |
| 67 | Capitoli - 657. La testa mozzata (生首?, Namakubi) - 658. La stanza dei biscotti (ビスケットルーム?, Bisuketto rūmu) - 659. A proposito del busto (胴体の話?, Dōtai no hanashi) - 660. Trafalgar Law, della Flotta dei Sette (〝王下七武海〟トラファルガー・ロー?, 'Ōka Shichibukai' Torafarugā Rō) - 661. E dal lago spuntano i predoni (バンディッツの湖?, Oihagi no deru mizūmi) - 662. Law della Flotta dei Sette VS. il Viceammiraglio Smoker (七武海ローVSスモーカー中将?, Shichibukai Rō VS Sumōkā chūjō) - 663. CC (CC?, Sī-Sī) - 664. Padron Caesar Clown (M・シーザー・クラウン?, M. Shīzā Kuraun) - 665. Caramelle (キャンディ?, CANDY) - 666. Yeti Cool Brothers (イエティ COOL BROTHERS?, Yeti Kūru Burazāzu) - 667. Cool Fight (クール ファィト?, COOL FIGHT) |                                        |                                         |
| 67 | Trama Mentre Rufy, Zoro, Robin e Usop visitano Punk Hazard, gli altri vengono catturati e incontrano una testa vivente appartenente a un samurai di nome Kin'emon, che è alla ricerca di suo figlio Momonosuke. I pirati si imbattono poi in una stanza dove sono imprigionati dei bambini giganti, e cercano di liberarli. Brook, nel frattempo, scopre il busto del samurai. Un gruppo di ufficiali della Marina, guidato da Smoker e Tashigi, arriva sull'isola mentre Rufy e gli altri lungo la strada si confrontano con un gruppo di centauri guidati da Barbabruna. Nel frattempo Smoker e Tashigi incontrano Trafalgar Law, ora membro della Flotta dei Sette; questi scambia le personalità di Franky, Sanji, Nami, Chopper, Smoker e Tashigi e sconfigge i marine. Rufy e gli altri vengono a sapere la storia di Punk Hazard, ex centro di ricerche del dottor Vegapunk e ora sotto il controllo dello scienziato Caesar Clown, alleato di Law. Poco dopo gli Yeti Cool Brothers attaccano il nascondiglio del gruppo di Rufy dove rapiscono Nami (nel corpo di Franky), venendo sconfitti da Franky (nel corpo di Chopper) e da Rufy con l'aiuto di Law. Il membro della Flotta dei Sette gli propone un'alleanza per sconfiggere uno dei Quattro Imperatori. |                                        |                                         |
| 68 | Alleanza pirata 「海賊同盟」 - Kaizoku dōmei | 2 novembre 2012 ISBN 978-4-08-870531-6 | 1º agosto 2013 ISBN 978-88-6420-769-8   |
| 68 | Capitoli - 668. Alleanza pirata (海賊同盟?, Kaizoku dōmei) - 669. L'operazione ha inizio (作戦開始?, Sakusen kaishi) - 670. Neve con possibilità di Slime (吹雪ときどきSlime?, Fubuki tokidoki Suraimu) - 671. Il Frutto Gas Gas (ガスガスの実?, Gasu Gasu no mi) - 672. Il mio umile nome è Kin'emon! (拙者!!名を錦えもんと申す!!?, Sessha!! Na o Kin'emon to mōsu!!) - 673. Vergo e il Joker (ヴェルゴとジョーカー?, Verugo to Jōkā) - 674. Gli spettatori (傍観者達?, Bōkansha-tachi) - 675. Si chiamerà "Regno della morte" (その名も「シノクニ」?, Sono na mo "Shinokuni") - 676. L'arma di sterminio definitiva (完全なる殺戮兵器?, Kanzen naru satsuriku heiki) - 677. Counter Hazard! (COUNTER HAZARD!!?, Kauntā Hazādo!!) - 678. L'atrio dell'ala A del laboratorio (研究所内A棟ロビー?, Kenkyūjō-nai ē-tō robī) |                                        |                                         |
| 68 | Trama Rufy accetta l'alleanza con Law, il cui piano prevede di rapire Caesar; lo scienziato nel frattempo risveglia il suo animale domestico, il gas vivente Smiley. Il gruppo di Rufy si reca da Caesar, mentre Law e Chopper entrano nel laboratorio e, a loro volta, i marine attaccano i sottoposti dello scienziato. Rufy inizia a combattere contro Caesar, ma sviene misteriosamente insieme a Smoker, Tashigi e i suoi compagni a causa dei suoi poteri, mentre Law viene sconfitto dal corrotto vice-ammiraglio Vergo. Mentre Zoro, Sanji (nel corpo di Nami) e Brook aiutano Kin'emon a recuperare il suo torso, il gruppo di Rufy viene imprigionato insieme a Smoker, Tashigi e Law e quest'ultimo rivela che sia Vergo che Caesar lavorano per il potente Donquijote Do Flamingo. Nel nascondiglio, Nami (nel corpo di Sanji) e Usop vengono sconfitti da Caesar, giunto lì per recuperare i bambini. Lo scienziato dà quindi inizio al suo esperimento allo scopo di vendere ai potenziali acquirenti del Nuovo Mondo l'arma di sterminio definitiva Smiley, che si trasforma in una nuvola di gas in grado di pietrificare chiunque incontri. Caesar decide di utilizzare i prigionieri come cavie per il suo esperimento, ma questi riescono a fuggire grazie a Law; la ciurma, i marine, Law, il redento Barbabruna e Kin'emon danno così inizio al contrattacco. |                                        |                                         |
| 69 | S.A.D. 「SAD」 - SAD | 4 marzo 2013 ISBN 978-4-08-870614-6    | 2 novembre 2013 ISBN 978-88-6420-770-4  |
| 69 | Capitoli - 679. I prodi della G-5 (心意気G-5?, Kokoroiki jī-faibu) - 680. Vergo, il mostro del bambù, capo della base G-5 della Marina (海軍G-5基地長〝鬼竹のヴェルゴ〟?, Kaigun jī-faibu kichichō "Kichiku no Verugo") - 681. Rufy contro il padrone (ルフィVSM?, Rufi VS M) - 682. L'eminenza grigia (黒幕?, Kuromaku) - 683. Una donna glaciale (氷の様な女?, Kōri no yō na onna) - 684. Fermati, Vegapunk! (やめるんだベガパンク?, Yamerun da Begapanku) - 685. Il mio indegno nome è Momonosuke! (モモの助、せっしゃの名にござる!!?, Momonosuke, sessha no na ni gozaru!!) - 686. Una donna di neve nella stanza dei biscotti (ビスケットルームの雪女?, Bisuketto rūmu no yuki onna) - 687. La belva (猛獣?, Mōjū) - 688. Mocia (モチャ?, Mocha) - 689. L'isola che esiste e che non esiste (ない様である島?, Nai yō de aru shima) - 690. S.A.D. (SAD?) |                                        |                                         |
| 69 | Trama Caesar decide di spostare l'esperimento all'interno del laboratorio. Nel frattempo Vergo attacca Tashigi e i marine del G-5, ma viene fermato da Sanji. Rufy si scontra brevemente con Caesar prima di essere fermato dalla sua segretaria Mone, una sottoposta di Do Flamingo. Law cerca di distruggere la stanza del S.A.D., sostanza che Caesar usa per creare frutti del diavolo artificiali chiamati Smile che Do Flamingo vende ai pezzi grossi del Nuovo Mondo; il membro della Flotta dei Sette ordina quindi a Vergo di uccidere Law. Nel frattempo Mone riesce a far cadere Rufy in una discarica dove incontra Momonosuke, il figlio di Kin'emon, diventato un drago dopo aver mangiato uno Smile. Zoro e Tashigi sconfiggono Mone, che ha mangiato il frutto Neve Neve, mentre Chopper con l'aiuto dei marine del G-5 e della piccola Mocia riesce a sedare i bambini per salvarli. Grazie a Momonosuke, Rufy raggiunge Caesar e inizia a battersi con lui, mentre Law, con l'assistenza di Smoker, sconfigge Vergo. |                                        |                                         |
| 70 | Arriva Do Flamingo 「ドフラミンゴ現る」 - Dofuramingo arawaru | 4 giugno 2013 ISBN 978-4-08-870660-3   | 1º febbraio 2014 ISBN 978-88-6420-878-7 |
| 70 | Capitoli - 691. Il sovrano del Regno della Morte (死の国の王?, Shi no kuni no ō) - 692. I sicari venuti da Dressrosa (ドレスローザから来た刺客?, Doresurōza kara kita shikaku) - 693. Ti chiedo di morire (死んでくれ?, Shindekure) - 694. L'uomo più pericoloso di tutti (最も危険な男?, Mottomo kiken na otoko) - 695. Ci penso io! (任せろ!!!?, Makasero!!!) - 696. Coincidenza d'interessi (利害の一致?, Rigai no itchi) - 697. L'affare (取り引き?, Torihiki) - 698. Arriva Do Flamingo (ドフラミンゴ現る?, Dofuramingo arawaru) - 699. L'edizione del mattino (朝刊?, Chōkan) - 700. Al suo ritmo (奴のペース?, Yatsu no pēsu) |                                        |                                         |
| 70 | Trama Rufy sconfigge Caesar, facendolo volare fuori dal laboratorio dove Franky sta tenendo a bada Buffalo e Baby 5, due sicari di Do Flamingo. Mentre tutti abbandonano il laboratorio Mone cerca di attivare l'arma con cui anni prima Caesar distrusse l'isola, ma Caesar pugnala il suo cuore credendo fosse quello di Smoker. Giunta fuori dal laboratorio, la ciurma sconfigge gli uomini di Do Flamingo e cattura Caesar. Dopo i festeggiamenti, i marine riportano a casa i bambini, mentre la ciurma, con Law, Kin'emon e Momonosuke, si dirige alla volta di Dressrosa, la base di Do Flamingo. Law contatta il nemico, dicendogli che se rinuncerà a far parte della Flotta dei Sette riavrà Caesar, altrimenti Do Flamingo dovrà subire l'ira di Kaido, l'Imperatore che Rufy e Law vogliono abbattere con cui è in affari. Furioso, Do Flamingo si reca a Punk Hazard e attacca Smoker, ma viene messo in fuga dall'arrivo di Aokiji, che ha disertato dalla Marina dopo uno scontro con Akainu. Do Flamingo decide così di rinunciare al suo titolo e Law si impegna a consegnare Caesar a Green Bit, un'isola vicino Dressrosa. Venuto a conoscenza della cosa, il grand'ammiraglio Akainu decide di inviare lì l'ammiraglio Fujitora. |                                        |                                         |

## Volumi 71-80
| Nº | Titolo italiano Giapponese 「Kanji」 - Rōmaji | Data di prima pubblicazione             | Data di prima pubblicazione              |
| Nº | Titolo italiano Giapponese 「Kanji」 - Rōmaji | Giapponese                              | Italiano                                 |
| 71 | Un colosseo di canaglie 「曲者達のコロシアム」 - Kusemono-tachi no koroshiamu | 2 agosto 2013 ISBN 978-4-08-870781-5    | 2 maggio 2014 ISBN 978-88-6420-981-4     |
| 71 | Capitoli - 701. Avventura nel paese dell'amore, della passione e dei giocattoli (愛と情熱とオモチャの国の冒険?, Ai to jōnetsu to omocha no kuni no bōken) - 702. Il Colosseo delle Corride (コリーダコロシアム?, Korīda Koroshiamu) - 703. Sala d'attesa (控室?, Hikaeshitsu) - 704. Lucy e la statua di Kyros (ルーシーとキュロスの像?, Rūshī to Kyurosu no zō) - 705. Maynard il braccatore (追撃のメイナード?, Tsuigeki no Meinādo) - 706. Non riderò più di te (お前を笑わない?, Omae o warawanai) - 707. Blocco B (Bブロック?, Bī burokku) - 708. Un colosseo di canaglie (曲者達のコロシアム?, Kusemono-tachi no koroshiamu) - 709. King Punch! (キング・パンチ!!?, Kingu panchi!!) - 710. Verso Green Bit (グリーンビットへ?, Gurīn Bitto e) - 711. Avventura nel paese dei nani (小人の国の冒険?, Kobito no kuni no bōken) |                                         |                                          |
| 71 | Trama La ciurma arriva a Dressrosa con l'intenzione di distruggere la fabbrica di Smile presente sull'isola. Una volta sbarcati Rufy, Zoro, Sanji, Franky e Kin'emon scoprono che l'isola è abitata da giocattoli viventi che vivono integrati fra gli umani. Dopo che il gruppo si è separato, Rufy viene a sapere che Do Flamingo ha organizzato un torneo nell'arena dell'isola che ha come premio il frutto del suo defunto fratello Ace, il Foco Foco. Rufy si iscrive così al torneo sotto falso nome, incontrando altri potenti combattenti interessati al frutto, divisi in quattro blocchi distinti; il Blocco A viene vinto dal membro della ciurma di Barbanera Jesus Burgess mentre il Blocco B dal pirata Bartolomeo, fan di Cappello di Paglia. Intanto Law, Robin e Usop si recano a Green Bit per consegnare Caesar a Do Flamingo; una volta lì i membri della ciurma di Cappello di Paglia vengono rapiti da una tribù di nani mentre Law viene attaccato da Do Flamingo e da Fujitora. |                                         |                                          |
| 72 | I dimenticati di Dressrosa 「ドレスローザの忘れ物」 - Doresurōza no wasuremono | 1º novembre 2013 ISBN 978-4-08-870833-1 | 1º agosto 2014 ISBN 978-88-6920-112-7    |
| 72 | Capitoli - 712. Violet (ヴァイオレット?, Vaioretto) - 713. Usoland (ウソランド?, Usorando) - 714. Lucy ed Ucy (ルーシーとウーシー?, Rūshī to Ūshī) - 715. Lotta feroce nel blocco C (激戦区Cブロック?, Gekisenku shī burokku) - 716. Don Chinjao (首領・チンジャオ?, Don Chinjao) - 717. I dimenticati di Dressrosa (ドレスローザの忘れ物?, Doresurōza no wasuremono) - 718. L'armata di Re Riku nel Campo di Fiori (お花畑のリク王軍?, Ohanabatake no Riku ōgun) - 719. Apriti, nel nome di Chinjao (開けチンジャオ?, Hirake Chinjao) - 720. I gladiatori prigionieri (囚人剣闘士?, Shūjin kentōshi) - 721. Rebecca ed il soldatino (レベッカと兵隊さん?, Rebekka to heitai-san) |                                         |                                          |
| 72 | Trama Sanji scopre da Violet, una subordinata di Do Flamingo, che quest'ultimo non ha mai lasciato la Flotta dei Sette. Mentre Law combatte contro il pirata e Fujitora, Robin e Usop riescono a guadagnarsi la fiducia dei nani. Contemporaneamente Nami, Brook, Chopper e Momonosuke affrontano Jora, altra subordinata di Do Flamingo. Rufy vince il Blocco C sconfiggendo Don Chinjao, nemico di suo nonno Garp. Franky intanto conosce un soldatino giocattolo che cammina con una gamba sola, che gli rivela che i giocattoli di Dressrosa sono esseri umani trasformati da un subordinato di Do Flamingo e che il ricordo di loro è stato cancellato dalla memoria delle persone che li amavano, spiegando al pirata che sia lui che i nani fanno parte di un'alleanza che vuole sconfiggere Do Flamingo e liberare il paese. Rufy stringe amicizia con Rebecca, una dei gladiatori costretti a combattere nel Colosseo per essersi opposti a Do Flamingo e che è odiata dal popolo perché parente del vecchio re di Dressrosa. |                                         |                                          |
| 73 | Operazione Dressrosa O.S.S. 「ドレスローザSOP作戦」 - Doresurōza esu-ō-pī sakusen | 4 marzo 2014 ISBN 978-4-08-880022-6     | 5 novembre 2014 ISBN 978-88-6920-156-1   |
| 73 | Capitoli - 722. Sangue reale (王族の血統?, Ōzoku no kettō) - 723. Strategia variabile (変更作戦?, Henkō sakusen) - 724. Il piano di Law (ローの作戦?, Rō no sakusen) - 725. La gladiatrice imbattuta (無敗の女?, Muhai no onna) - 726. La stirpe dei Riku (リク一族?, Riku ichizoku) - 727. Un eroe in agguato (待ち伏せるヒーロー?, Machibuseru hīrō) - 728. Innumerevoli sciagure (悲劇の数?, Higeki no kazu) - 729. Do Flamingo della Flotta dei Sette VS. Law della Flotta dei Sette (七武海ドフラミンゴVS七武海ロー?, Shichibukai Dofuramingo VS Shichibukai Rō) - 730. Tre carte (3枚のカード?, Sanmai no kādo) - 731. Operazione Dressrosa O.S.S. (ドレスローザSOP作戦?, Doresurōza esu-ō-pī sakusen) |                                         |                                          |
| 73 | Trama Do Flamingo affronta Law con l'aiuto di Fujitora e gli rivela di essere stato un Drago celeste. Il gruppo di Nami si reca a Green Bit e grazie all'aiuto di Sanji riesce a recuperare Caesar e a scappare, venendo inseguiti da una nave dei Pirati di Big Mom. A Dressrosa, mentre inizia il blocco D del torneo i combattenti eliminati, fra cui l'ex re Riku Dold III, vengono imprigionati per poi essere trasformati in giocattoli. Il soldatino, che si scopre essere il padre di Rebecca Kyros, racconta a Usop, Robin e Franky come dieci anni prima Do Flamingo prese il potere a Dressrosa usando le sue abilità per costringere re Riku e i suoi uomini a devastare il Paese. Nel frattempo Do Flamingo sconfigge Law e insieme a Fujitora lo porta al palazzo reale. Di fronte a questi avvenimenti, Rufy decide di abbandonare il torneo per affrontare Do Flamingo, venendo sostituito da un misterioso uomo appartenente all'Armata rivoluzionaria. I ribelli nel frattempo si preparano a sferrare l'attacco contro la fabbrica di Smile. |                                         |                                          |
| 74 | Ti starò sempre vicino 「いつでもキミのそばにいる」 - Itsudemo kimi no soba ni iru | 4 giugno 2014 ISBN 978-4-08-880069-1    | 3 febbraio 2015 ISBN 978-88-6920-266-7   |
| 74 | Capitoli - 732. Il mondo sotterraneo (地下の世界?, Chika no sekai) - 733. Ciò che il soldatino desidera (兵隊さんの欲しいもの?, Heitai-san no hoshī mono) - 734. Il kamaitachi di Rommel (ロンメルのカマイタチ?, Ronmeru no kamaitachi) - 735. L'intento di Fujitora (藤虎の思惑?, Fujitora no omowaku) - 736. L'alto ufficiale Diamante (最高幹部ディアマンテ?, Saikō kanbu Diamante) - 737. La Torre degli Ufficiali (幹部塔?, Kanbu-tō) - 738. L'ufficiale speciale Sugar dell'armata di Trébol (トレーボル軍 特別幹部シュガー?, Torēboru-gun tokubetsu kanbu Shugā) - 739. Comandante (隊長?, Taichō) - 740. Mi raccomando! (頼む!!!?, Tanomu!!!) - 741. Usoland il bugiardo (うそつきウソランド?, Usotsuki Usorando) - 742. Ti starò sempre vicino (いつでもキミのそばにいる?, Itsudemo kimi no soba ni iru) |                                         |                                          |
| 74 | Trama Mentre Robin, Usop e i nani percorrono i sotterranei che conducono alla fabbrica, Franky si batte contro quattro sottoposti di Do Flamingo. Intanto Rebecca riesce a vincere il blocco D dopo che la seconda personalità del pirata Cavendish sconfigge tutti i gladiatori del blocco per poi riaddormentarsi lasciando in piedi solo lei. Burgess, Rebecca, Bartolomeo e il sostituto di Rufy si affrontano in uno scontro tutti contro tutti per ottenere il Foco Foco insieme all'ufficiale Diamante. Rufy, Zoro e Kin'emon entrano nel palazzo reale grazie all'aiuto di Violet, ma vengono attaccati dal potente ufficiale Pica; al gruppo si aggiunge il soldatino, recatosi a palazzo per assassinare Do Flamingo. Nei sotterranei i nani mettono a punto una strategia per neutralizzare Sugar, la responsabile della trasformazione in giocattoli, ma vengono catturati da Trébol, l'ufficiale sua guardia del corpo. Spinto dalla fiducia che gli altri ripongono in lui, Usop affronta i nemici e pur venendo sconfitto riesce a far svenire Sugar e a portare a termine il piano. |                                         |                                          |
| 75 | Ringraziamento 「おれの恩返し」 - Ore no ongaeshi | 4 settembre 2014 ISBN 978-4-08-880069-1 | 3 giugno 2015 ISBN 978-88-6920-389-3     |
| 75 | Capitoli - 743. Dressrosa sottosopra (激震のドレスローザ?, Gekishin no Doresurōza) - 744. Il capo di stato maggiore dell'armata rivoluzionaria (革命軍参謀総長?, Kakumeigun sanbō sōchō) - 745. La gabbia per uccelli (鳥カゴ?, Torikago) - 746. Stelle (星?, Hoshi) - 747. L'alto ufficiale Pica (最高幹部ピーカ?, Saikō kanbu Pīka) - 748. Ringraziamento (おれの恩返し?, Ore no ongaeshi) - 749. Avanzate, furfanti! (すすめ!! 曲者軍団?, Susume!! Kusemono gundan) - 750. Le sorti della battaglia (戦局?, Senkyoku) - 751. Sabo VS. Ammiraglio Fujitora (サボVS大将藤虎?, Sabo VS Taishō Fujitora) - 752. Palmo di mano (掌?, Tenohira) |                                         |                                          |
| 75 | Trama In seguito allo svenimento di Sugar, tutti coloro che erano stati trasformati in giocattoli riacquistano le loro vere sembianze e le persone recuperano la loro memoria. Mentre il paese cade nel caos, il sostituto di Rufy distrugge l'arena e si impossessa del Foco Foco, rivelando la sua identità: si tratta di suo fratello Sabo, creduto morto e ora vicecomandante dell'Armata rivoluzionaria. Messo alle strette, Do Flamingo gioca la sua ultima carta chiudendo l'intera Dressrosa in una gabbia fatta di fili e dando inizio ad un gioco di sopravvivenza che avrà termine solo con la sua morte o con quella di Rufy e dei suoi alleati. Deciso a sconfiggere Do Flamingo, Rufy si lancia nuovamente verso il palazzo reale, insieme a Zoro, Law e numerosi combattenti del Colosseo intenzionati ad aiutarlo. Mentre il gruppo attacca il palazzo reale, Sabo tiene a bada la Marina affrontando l'ammiraglio Fujitora. |                                         |                                          |
| 76 | Non badarci e avanza 「構わず進め」 - Kamawazu susume | 27 dicembre 2014 ISBN 978-4-08-880219-0 | 2 settembre 2015 ISBN 978-88-6920-490-6  |
| 76 | Capitoli - 753. La battaglia (戦?, Ikusa) - 754. Onorato di conoscervi (お見知り置きを?, Omishirioki o) - 755. Il mondo dei veri uomini (男の世界?, Otoko no sekai) - 756. Il quarto livello (4段目?, Yondanme) - 757. La carta vincente (切り札?, Kirifuda) - 758. Non badarci e avanza (構わず進め?, Kamawazu susume) - 759. Piano segreto (秘策?, Hisaku) - 760. La stessa scommessa (同じ賭け?, Onaji kake) - 761. Il frutto Ope Ope (オペオペの実?, Ope Ope no mi) - 762. La città bianca (白い町?, Shiroi machi) - 763. Dichiarazione d'umanità (人間宣言?, Ningen sengen) |                                         |                                          |
| 76 | Trama Rufy e Law, accompagnati da Kyros e Cavendish, continuano la loro avanzata mentre gli altri combattenti del colosseo tengono a bada gli uomini di Do Flamingo; Buffalo prova ad intercettarli ma viene sconfitto da Kyros. Nel frattempo Kin'emon ritrova il suo compagno Kanjuro, mentre Franky riesce a entrare nella Fabbrica di Smile grazie all'aiuto dei nani. Mentre Zoro affronta Pica, Robin si reca a dare man forte al gruppo di Rufy insieme a Bartolomeo e Rebecca. Raggiunto il palazzo, Kyros affronta Diamante, assassino di sua moglie Scarlett. Sugar tenta di trasformare Rufy e Law in giocattoli, ma sviene nuovamente per via di un colpo a distanza sparato da Usop; i due pirati raggiungono Do Flamingo e iniziano a battersi con lui. Durante lo scontro, Do Flamingo svela il suo passato di sofferenza e miseria agli avversari e Law ricorda di quando anni prima si unì alla ciurma di Do Flamingo e fece conoscenza del fratello di quest'ultimo, Donquijote Rosinante, un personaggio silenzioso e violento. |                                         |                                          |
| 77 | Smile 「スマイル」 - Sumairu | 3 aprile 2015 ISBN 978-4-08-880069-1    | 4 novembre 2015 ISBN 978-88-6920-551-4   |
| 77 | Capitoli - 764. White Monster (ホワイトモンスター?, Howaito monsutā) - 765. Minion, l'isola fatale (運命の島ミニオン?, Unmei no shima Minion) - 766. Smile (スマイル?, Sumairu) - 767. Cora (コラさん?, Kōra-san) - 768. Premere il grilletto (あの日の引鉄?, Ano hi no hikigane) - 769. Il pirata Bellamy (海賊ベラミー?, Kaizoku Beramī) - 770. La lancia di Erbaf (エルバフの槍?, Erubafu no yari) - 771. Don Sai del Naviglio degli Otto Tesori (八宝水軍首領・サイ?, Happō Suigun Don Sai) - 772. Cavolix & Lomeo (キャベツとロメオ?, Kyabetsu to Romeo) - 773. Metà & metà (ハーフ＆ハーフ?, Hāfu ando hāfu) - 774. Leo, il capo dei guerrieri Tontatta (トンタッタ族戦士長レオ?, Tontatta-zoku senshichō Reo) - 775. A Russian con amore (ルシアンに愛を込めて?, Rushian ni ai o komete) |                                         |                                          |
| 77 | Trama Poiché Law era affetto da una malattia incurabile, Rosinante, che in realtà era un infiltrato della Marina, decise di prenderlo sotto la sua ala per trovare una cura alla sua condizione, raggiungendo molti ospedali senza ottenere risultati. Venuto a sapere dal fratello che ci sarebbe stato lo scambio del potente frutto Ope Ope fra il pirata X-Barrels e il Governo, Rosinante raggiunse l'isola dove sarebbe avvenuto lo scambio e riuscí a rubare il frutto, facendolo mangiare a Law. Do Flamingo scoprì la verità sul fratello grazie a Vergo e lo uccise mentre questi usò i suoi poteri per salvare il suo protetto. Do Flamingo ha nuovamente la meglio su Law amputandogli un braccio, mentre Rufy si ritrova ad affrontare il suo vecchio avversario Bellamy, deciso a combattere fino alla morte per difendere il suo onore. Nel frattempo gli alleati di Rufy affrontano i sottoposti di Do Flamingo: il gigante Hajrudin sconfigge Machvise, Lao G sconfigge Chinjao ma viene sconfitto dal nipote Sai e Baby 5 diserta mentre Cavendish e Bartolomeo sconfiggono Dellinger e Gladius. Al palazzo reale il leader dei nani Leo porta in salvo la principessa Manshelly dalle grinfie di Jora, mentre alla Fabbrica di Smile Franky sconfigge Señor Pink dopo un impegnativo combattimento. |                                         |                                          |
| 78 | Il carisma del male 「悪のカリスマ」 - Aku no karisuma | 3 luglio 2015 ISBN 978-4-08-880422-4    | 2 marzo 2016 ISBN 978-88-6920-830-0      |
| 78 | Capitoli - 776. Il campione del Colosseo (コロシアムの英雄?, Koroshiamu no eiyū) - 777. Zoro VS. Pica (ゾロVSピーカ?, Zoro VS Pīka) - 778. Tactics n°5 (TACTICS no.5?, Takutikusu nanbā faibu) - 779. Lo scontro finale (最期のケンカ?, Saigo no kenka) - 780. L'incantesimo dei cuori (ハートの呪縛?, Hāto no jubaku) - 781. Un lungo sogno (本懐?, Honkai) - 782. Il carisma del male (悪のカリスマ?, Aku no karisuma) - 783. Siete d'intralcio (邪魔だ?, Jama da) - 784. Gear Fourth (ギア4?, Gia Fōsu) - 785. Anche se dovessero spezzarvisi le gambe! (足が折れても?, Ashi ga oretemo) |                                         |                                          |
| 78 | Trama Grazie all'aiuto di Robin Kyros sconfigge Diamante, vendicando così la morte della moglie, mentre Zoro abbatte Pica con l'aiuto di Orlumbus ed Elizabello II. Mentre i nani guidati da Franky distruggono la fabbrica di Smile, Rufy sconfigge nuovamente Bellamy e raggiunge Do Flamingo, che insieme a Trébol sta infierendo su Law e che inizia a far restringere la gabbia per uccelli allo scopo di uccidere tutti gli abitanti di Dressrosa. Dopo avergli impedito di uccidere Law, Rufy inizia a battersi con il pirata; Trébol tenta di intromettersi nello scontro, ma viene sconfitto da Law. Rufy decide di sfoderare una nuova tecnica, il Gear Fourth, con la quale mette in seria difficoltà Do Flamingo. |                                         |                                          |
| 79 | Lucy! 「ルーシー!!」 - LUCY!! | 3 ottobre 2015 ISBN 978-4-08-880496-5   | 1º giugno 2016 ISBN 978-88-226-0037-0    |
| 79 | Capitoli - 786. Gats (ギャッツ?, Gyattsu) - 787. Ancora quattro minuti (4分前?, Yonpun mae) - 788. La mia battaglia (私の戦い?, Watashi no tatakai) - 789. Lucy! (ルーシー!!?, LUCY!!) - 790. Cielo e terra (天と地?, Ten to chi) - 791. Macerie (ガレキ?, Gareki) - 792. In ginocchio (土下座?, Dogeza) - 793. La tigre e il cane (虎と犬?, Tora to inu) - 794. L'avventura di Sabo (サボの冒険?, Sabo no bōken) - 795. Suicidio (自殺?, Jisatsu) |                                         |                                          |
| 79 | Trama Prima che Rufy possa dare il colpo di grazia all'avversario, l'effetto del Gear Fourth termina lasciandolo stremato. Diversi concorrenti del colosseo decidono così di attaccare Do Flamingo per fargli recuperare le forze, mentre gli altri presenti tentano di fermare la gabbia; Burgess prova invece ad attaccarlo venendo sconfitto da Sabo. Ripresosi, Rufy sconfigge definitivamente Do Flamingo usando il Gear Fourth e fa sparire la gabbia. I marine arrestano Do Flamingo e la sua ciurma e Fujitora si scusa con re Riku da parte del Governo mondiale per aver permesso al pirata di impadronirsi del Paese. Scoperto l'accaduto, Akainu ordina all'ammiraglio di catturare Rufy e Law. Quella sera Sabo spiega alla ciurma il motivo per cui non si è messo in contatto con Rufy fino a quel momento, dopodiché abbandona l'isola con Koala e Hack. Nel frattempo l'alleanza pirata formata dalle supernove Eustass Kidd, Scratchmen Apoo e Basil Hawkins incontra l'Imperatore Kaido. |                                         |                                          |
| 80 | Si alza il sipario 「開幕宣言」 - Kaimaku sengen | 28 dicembre 2015 ISBN 978-4-08-880578-8 | 1º settembre 2016 ISBN 978-88-226-0296-1 |
| 80 | Capitoli - 796. La decisione del Soldatino (兵隊さんの決意?, Heitai-san no ketsui) - 797. Rebecca (レベッカ?, Rebekka) - 798. Heart (ハート?, Hāto) - 799. Padre e figli (親と子?, Oya to ko) - 800. Le tazze degli affiliati (子分盃?, Kobun sakazuki) - 801. Si alza il sipario (開幕宣言?, Kaimaku sengen) - 802. Zo (ゾウ?, Zō) - 803. La scalata del pachiderma (登象?, Tozō) - 804. Avventura nel paese sulla schiena dell'elefante (象の背の国の冒険?, Zō no se no kuni no bōken) - 805. La stirpe dei visoni (ミンク族?, Minku-zoku) - 806. Nella cittadella sul fianco destro (右腹の砦にて?, Ubara no toride nite) |                                         |                                          |
| 80 | Trama Tre giorni dopo lo scontro con Do Flamingo la ciurma si appresta a lasciare Dressrosa, ma Rufy decide di rimanere indietro per aiutare Rebecca a ricongiungersi con suo padre. I cittadini, riconoscenti verso il pirata, gli ricambiano il favore permettendogli la fuga dalla Marina. Dopo essere fuggiti dall'isola Bartolomeo, Cavendish, Leo, Hajrudin, Sai, Ideo e Orlumbus chiedono a Rufy di prendere le loro ciurme sotto la propria bandiera; nonostante egli rifiuti l'offerta per non togliere loro la libertà, essi decidono lo stesso di diventare suoi sottoposti ammirando il suo gesto, formando la Grande Flotta di Cappello di Paglia. Dopo i festeggiamenti la ciurma, Law e i samurai partono per recuperare i loro compagni accompagnati da Bartolomeo. Il gruppo quindi raggiunge Zo, un'isola collocata sul dorso di un enorme elefante, e fanno la conoscenza dei visoni, una tribù di animali umanoidi che vivono sull'isola. I pirati si ricongiungono così ai propri compagni, che li aggiornano sugli ultimi avvenimenti. |                                         |                                          |

## Volumi 81-90
| Nº | Titolo italiano Giapponese 「Kanji」 - Rōmaji | Data di prima pubblicazione             | Data di prima pubblicazione             |
| Nº | Titolo italiano Giapponese 「Kanji」 - Rōmaji | Giapponese                              | Italiano                                |
| 81 | Andiamo ad incontrare il potente Gatto-vipera 「ネコマムシの旦那に会いに行こう」 - Nekomamushi no danna ni ai ni ikō | 4 aprile 2016 ISBN 978-4-08-880648-8    | 2 novembre 2016 ISBN 978-88-226-0360-9  |
| 81 | Capitoli - 807. Dieci giorni prima (10日前?, Tōka mae) - 808. Il Duca Cane-tempesta (イヌアラシ公爵?, Inuarashi kōshaku) - 809. Il potente Gatto-vipera (ネコマムシの旦那?, Nekomamushi no danna) - 810. La ciurma di Sopracciglio di Paglia sbarca a Zo (ぐるわらの一味、上陸?, Guruwara no ichimi, jōriku) - 811. Roko (ROKO?) - 812. Capone "Gang" Bege (カポネ・"ギャング"ベッジ?, Kapone "Gyangu" Bejji) - 813. Invito al ricevimento del tè (お茶会の招待状?, Ochakai no shōtaijō) - 814. Andiamo ad incontrare il potente Gatto-vipera! (ネコマムシの旦那に会いに行こう?, Nekomamushi no danna ni ai ni ikō) - 815. Porta anche me! (おれも連れてけ!!?, Ore mo tsureteke!!) - 816. Cane VS Gatto (イヌVSネコ?, Inu VS Neko) |                                         |                                         |
| 81 | Trama Diciassette giorni prima dell'arrivo di Rufy, il braccio destro di Kaido Jack attaccò Zo alla ricerca di Raizo, un ninja compagno di viaggio dei samurai. I leader dei visoni Cane-tempesta e Gatto-vipera, inizialmente in vantaggio, vennero sconfitti dopo cinque giorni di lotta da un'arma a gas creata da Caesar Clown. Sanji e il suo gruppo arrivarono il giorno dopo e, dopo avere messo in fuga i rimanenti pirati, curarono i visoni diventandone i benefattori; nove giorni dopo Capone Bege, un pirata alleato di Big Mom, arrivò sull'isola per catturare Caesar e informare Sanji del desiderio di Big Mom di farlo sposare con una delle sue figlie, in modo assicurarsi il supporto della famigerata famiglia di assassini di Sanji, i Vinsmoke. Allo scopo di risolvere la faccenda, il cuoco decise di salpare da Zo insieme a Capone e allo scienziato. Rufy pianifica di andare alla cerimonia per impedire il matrimonio insieme a Pekoms, un visone sottoposto di Big Mom. Quando Kin'emon e Kanjuro raggiungono Zo, i visoni rivelano che Raizo in realtà è sempre stato sull'isola. |                                         |                                         |
| 82 | Un mondo inquieto 「ざわつく世界」 - Zawatsuku sekai | 4 luglio 2016 ISBN 978-4-08-880726-3    | 1º marzo 2017 ISBN 978-88-226-0511-5    |
| 82 | Capitoli - 817. Raizo della nebbia (霧の雷ぞう?, Kiri no Raizō) - 818. Dentro la balena (くじらの中で?, Kujira no naka de) - 819. Momonosuke, erede della famiglia Kozuki (光月家跡取り・モモの助?, Kōzuki-ke atotori - Momonosuke) - 820. La storia del cane e del gatto (犬と猫に歴史あり?, Inu to Neko ni rekishi ari) - 821. D'accordo (承知した?, Shōchi shita) - 822. Discesa dall'elefante (下象?, Gezō) - 823. Un mondo inquieto (ざわつく世界?, Zawatsuku sekai) - 824. Capriccioso (気まぐれ?, Kimagure) - 825. Il fumetto del quotidiano dell'economia (世経の絵物語?, Sekei no emonogatari) - 826. Zero e Quattro (0と4?, Zero to Yon) - 827. Tottoland (トットランド?, Tottorando) |                                         |                                         |
| 82 | Trama La ciurma scopre che Momonosuke non è il figlio di Kin'emon, ma l'erede di una nobile famiglia di Wa, i Kozuki. Robin scopre che sull'isola è custodito un Poignee Griffe che, unito ad altri tre, consente di conoscere l'ubicazione di Raftel, l'isola dove è custodito lo One Piece. La famiglia Kozuki fu la creatrice dei Poignee Griffe, pertanto Kaido ha invaso Wa e ucciso il padre di Momonosuke nel tentativo di scoprire i segreti di Raftel. Su richiesta del bambino, i samurai e i visoni si uniscono all'alleanza di Rufy e Law per abbattere Kaido. Nello stesso momento Jack torna a Zo e decide di abbattere l'enorme elefante che sostiene l'isola, ma l'animale, su ordine di Momonosuke, spazza via l'intera flotta con un colpo di proboscide. La ciurma e i rispettivi alleati decidono di dividersi e Rufy, Nami, Chopper e Brook, accompagnati da Pekoms e dai visoni Pedro e Carrot, partono al salvataggio di Sanji. Lungo il tragitto si imbattono in una nave della famiglia Vinsmoke guidata dalla sorella Reiju, che non si dimostra ostile e cura Rufy da un'intossicazione. Il gruppo entra così nel territorio di Big Mom, ignaro che l'Imperatrice è già a conoscenza del loro arrivo.                                                                               |                                         |                                         |
| 83 | L'imperatrice pirata Charlotte Linlin 「海賊「四皇」シャーロット・リンリン」 - Kaizoku 'Yonkō' Shārotto Rinrin | 4 novembre 2016 ISBN 978-4-08-880801-7  | 5 luglio 2017 ISBN 978-88-226-0626-6    |
| 83 | Capitoli - 828. 1 e 2 (1と2?, Ichi to Ni) - 829. L'imperatrice pirata Charlotte Linlin (海賊「四皇」シャーロット・リンリン?, Kaizoku 'Yonkō' Shārotto Rinrin) - 830. Un uomo su cui puntare (賭けられる男?, Kakerareru otoko) - 831. Avventura nella foresta delle meraviglie (不思議な森の冒険?, Fushigi na mori no bōken) - 832. Il regno Germa (ジェルマ王国?, Jeruma ōkoku) - 833. Vinsmoke Judge (ヴィンスモーク・ジャッジ?, Vinsumōku Jajji) - 834. Il mio sogno (おれの夢?, Ore no yume) - 835. Il paese delle anime (魂の国?, Tamashī no kuni) - 836. La vivre card consegnata da Laura (ローラがくれた命の紙?, Rōra ga kureta Biburukādo) - 837. Rufy VS. generale Cracker (ルフィVS将星クラッカー?, Rufi VS shōsei Kurakkā) - 838. Big Chopper (チョニキ?, Choniki) |                                         |                                         |
| 83 | Trama La ciurma fa la conoscenza di Charlotte Pudding, la figlia di Big Mom promessa in sposa a Sanji, che si offre di aiutarli a ricongiungersi con il compagno. Nel frattempo Jinbe si reca dall'Imperatrice per comunicarle di voler lasciare la sua flotta e lei accetta a patto che Jinbe sacrifichi una parte del suo corpo o dei suoi sottoposti. Il giorno seguente la ciurma raggiunge l'isola dove risiede Big Mom e si separa con il gruppo di Rufy che si avventura in un bosco pieno di insidie. Sanji nel frattempo viene portato sulla nave-isola della sua famiglia, dove viene sfidato dal padre Vinsmoke Judge, ma perde e viene obbligato ad accettare le nozze. Intanto Big Mom incarica Caesar di creare un siero in grado di rendere le persone giganti, mentre Capone si sbarazza del traditore Pekoms. Nella foresta, Chopper e Carrot vengono catturati da Charlotte Brulee, mentre Rufy e Nami fanno la conoscenza di Pound, un ex marito di Big Mom e padre di Laura, che gli rivela che l'imperatrice usa i poteri del suo frutto per prendere l'anima delle persone e inserirle negli oggetti. Il gruppo viene poi attaccato da uno dei Generali dei dolci, Cracker, che ingaggia uno scontro con Rufy. Il giorno dopo i fratelli di Sanji arrivano sull'isola per il matrimonio. |                                         |                                         |
| 84 | Rufy contro Sanji 「ルフィVSサンジ」 - Rufi VS Sanji | 3 febbraio 2017 ISBN 978-4-08-881002-7  | 2 novembre 2017 ISBN 978-88-226-0756-0  |
| 84 | Capitoli - 839. Ti ringrazio per esserti preso cura di me (クソお世話になりました?, Kuso osewa ni narimashita) - 840. La maschera di ferro (鉄仮面?, Tekkamen) - 841. Verso il Mare Orientale (“東の海”へ?, 'Īsuto Burū' e) - 842. La potenza di una pancia piena (満腹の力?, Manpuku no chikara) - 843. Vinsmoke Sanji (ヴィンスモーク・サンジ?, Vinsumōku Sanji) - 844. Rufy VS. Sanji (ルフィVSサンジ?, Rufi VS Sanji) - 845. L'armata della rabbia (怒りの軍団?, Ikari no gundan) - 846. La sorveglianza di Tamago (タマゴの警備?, Tamago no keibi) - 847. Rufy e Big Mom (ルフィとビッグ・マム?, Rufi to Biggu Mamu) - 848. Addio (さよなら?, Sayonara) |                                         |                                         |
| 84 | Trama Il padre di Sanji minaccia quest'ultimo, affermando che farà uccidere Zef se questi non collaborerà. Sanji viene poi a sapere dai suoi fratelli che i Vinsmoke possono contare su un esercito di soldati artificiali e ripensa agli eventi che lo portarono ad allontanarsi dalla sua famiglia. Nel frattempo, dopo alcune ore di combattimento, Rufy riesce a sconfiggere Cracker grazie all'aiuto di Nami e i due escono dal bosco, incontrando Sanji e i Vinsmoke lungo il tragitto. Non volendo mettere Zef in pericolo, il cuoco rifiuta di andarsene con loro, arrivando anche a colpire Rufy che non reagisce intuendo la sua sofferenza. Mentre i Vinsmoke si dirigono verso il castello di Big Mom, Rufy e Nami affrontano l'esercito inviatogli contro dall'Imperatrice, venendo sopraffatti e catturati. All'interno del castello, Big Mom interroga Rufy e Nami, scoprendo che i due sono amici di Laura, e Rufy la sfida per il titolo di Re dei pirati. Nel frattempo Brook e Pedro si intrufolano nelle stanze del tesoro dell'isola per fare delle copie dei Poignee Griffe. |                                         |                                         |
| 85 | Bugiardo 「ウソつき」 - Usotsuki | 2 maggio 2017 ISBN 978-4-08-881070-6    | 1º febbraio 2018 ISBN 978-88-226-0865-9 |
| 85 | Capitoli - 849. Big Chopper attraverso lo specchio (鏡の国のチョニキ?, Kagami no kuni no Choniki) - 850. Un raggio di luce (一筋の光?, Hitosuji no hikari) - 851. Il mozzicone (シケモク?, Shikemoku) - 852. Il prodotto fallato del Germa (ジェルマの失敗作?, Jeruma no shippaisaku) - 853. Non è qui (ここじゃねェ?, Koko ja nē) - 854. Ma cosa sto facendo? (何やってんだ?, Nani yattenda) - 855. Guuurgle! (ぐぎゅるるる!!!?, Gugyurururu!!!) - 856. Bugiardo (ウソつき?, Usotsuki) - 857. Torre (ルーク?, Rūku) - 858. Riunione (会議?, Kaigi) |                                         |                                         |
| 85 | Trama Nel mondo degli specchi Chopper e Carrot sconfiggono Brulee e i suoi sottoposti, prendendola in ostaggio. Brook e Pedro attaccano i soldati di Big Mom, ma vengono fermati rispettivamente dall'imperatrice, che cattura lo scheletro, e Tamago, che costringe il visone alla fuga. Sanji nel frattempo, spiando una conversazione tra Pudding e sua sorella Reiju, scopre che il vero scopo di Big Mom è uccidere i Vinsmoke durante il matrimonio e impadronirsi della loro tecnologia. Jinbe intanto libera Nami e Rufy e quest'ultimo decide di recarsi nel luogo dove aveva promesso di rincontrare Sanji, mentre Chopper e Carrot usano il mondo degli specchi per soccorrere i loro compagni. Il gruppo riesce a salvare Brook, scoprendo che questi è riuscito a fare delle copie dei Poignee Griffe. Sanji, capito il suo errore, fugge dal castello e si ricongiunge a Rufy, chiedendogli aiuto per salvare la sua famiglia. Su suggerimento di Jinbe, la ciurma decide di stringere un'alleanza con Capone, che ha liberato Caesar ed è intenzionato ad uccidere Big Mom durante la cerimonia. |                                         |                                         |
| 86 | Il piano per assassinare l'imperatrice 「四皇暗殺作戦」 - Yonkō ansatsu sakusen | 4 agosto 2017 ISBN 978-4-08-881198-7    | 2 maggio 2018 ISBN 978-88-226-0990-8    |
| 86 | Capitoli - 859. Il piano per assassinare l'imperatrice (四皇暗殺作戦?, Yonkō ansatsu sakusen) - 860. 10:00 - Comincia la festa (10:00開宴?, Jūji kaien) - 861. Chi recita una parte (演技派?, Engi-ha) - 862. Chi usa la testa (頭脳派?, Zunō-ha) - 863. Chi segue una morale (義侠派?, Gikyō-ha) - 864. Il piano per sterminare la famiglia Vinsmoke (ヴィンスモーク家皆殺し計画?, Vinsumōku-ka minagoroshi keikaku) - 865. Madre, mi senti? (ねぇマザー?, Nē Mazā) - 866. Natural Born Destroyer (NATURAL BORN DESTROYER?) - 867. Happy Birthday (HAPPY BIRTHDAY?) - 868. KX Launcher (KXランチャー?, Kē Ekkusu Ranchā) - 869. Assedio (籠城?, Rōjō) |                                         |                                         |
| 86 | Trama Bege spiega ai suoi alleati i dettagli del piano con cui assassineranno Big Mom. Per assicurarne la riuscita, utilizzeranno alcune armi create da Caesar e, per indebolire l'imperatrice, sfrutteranno il suo punto debole: distruggere una foto di una donna chiamata Madre Carmel, a cui Big Mom tiene moltissimo. Il giorno dopo comincia la cerimonia, ma quando arriva il momento di sparare a Sanji, Pudding esita a causa di un complimento del ragazzo al suo terzo occhio. La situazione peggiora quando alcuni cloni di Rufy creati da Brulee saltano fuori dalla torta nuziale creando panico generale e facendo infuriare Big Mom. Brook ne approfitta per distruggere la foto di Carmel, evento che traumatizza l'imperatrice al punto da farle sprigionare l'Ambizione del re che fa perdere i sensi alla maggior parte dei presenti e salva la vita ai Vinsmoke, che erano stati circondati dai suoi figli. Il piano di Bege però fallisce a causa di un urlo troppo forte di Big Mom, costretta a ripensare al suo tragico passato, che distrugge i razzi di Caesar. Rufy ed i suoi alleati si ritrovano così circondati dai Pirati di Big Mom. |                                         |                                         |
| 87 | Non è dolce 「甘くない」 - Amakunai | 2 novembre 2017 ISBN 978-4-08-881225-0  | 1º agosto 2018 ISBN 978-88-226-1111-6   |
| 87 | Capitoli - 870. Separazione (訣別?, Ketsubetsu) - 871. Forza, Caesar!! (がんばれシーザー!!?, Ganbare Shīzā!!) - 872. Dolcioso (とろふわ?, Toro fuwa) - 873. Dolce trappola (八方塞菓子?, Happō fusagashi) - 874. Passa al mio servizio (キングバーム?, Kingu Bāmu) - 875. L'onore di una donna (女の仁義?, Onna no jingi) - 876. Arriva Pudding! (プリン、偶然現る!!?, Purin, gūzen arawaru!!)< - 877. Non è dolce (甘くない?, Amakunai) - 878. Pedro, caposquadra dei guardiani della stirpe dei Visoni (ミンク族 侠客団 団長ペドロ?, Minku-zoku Gādianzu danchō Pedoro) - 879. Katakuri, uno dei tre Generali dei Dolci di Big Mom (ビッグ・マム3将星 カタクリ?, Biggu Mamu san Shōsei Katakuri) |                                         |                                         |
| 87 | Trama Nel tentativo di guadagnare tempo e consentire agli altri di fuggire, Rufy, Sanji e i Vinsmoke provano ad affrontare la ciurma di Big Mom, venendo sopraffatti. In quel momento, lo scrigno riempito di esplosivo donato in precedenza a Big Mom da Nettuno esplode alle basi del castello per colpa del giornalista Morgans e dell'agente del CP0 Stussy, facendo crollare la struttura e consentendo così la fuga della ciurma e dei suoi alleati. Subito dopo Big Mom, colpita da un attacco di fame, si getta all'inseguimento della ciurma, credendo che conservino una seconda torta nuziale. Durante la fuga la ciurma viene raggiunta da Pudding e Chiffon, moglie di Bege, che chiedono a Sanji di aiutarle e preparare una torta in grado di fermare l'imperatrice. Il resto della ciurma raggiunge la Sunny, che nel frattempo è stata occupata dai pirati di Big Mom. Pedro quindi si fa esplodere insieme a Perospero per consentire agli altri di fuggire, mentre Rufy trascina il Generale dei dolci Katakuri con sé dentro il mondo degli specchi per affrontarlo. |                                         |                                         |
| 88 | Leone 「獅子」 - Shishi | 2 marzo 2018 ISBN 978-4-08-881362-2     | 1º novembre 2018 ISBN 978-88-226-1074-4 |
| 88 | Capitoli - 880. Zero vie d'uscita (退路０?, Tairo zero) - 881. La camera dell'onda (波の部屋?, Nami no heya) - 882. Oltre ogni imperiale previsione (四皇の想定外?, Yonkō no sōteigai) - 883. L'ora della merenda (おやつの時間?, Merienda) - 884. Chi sarebbe? (誰だ?, Dare da) - 885. Mi chiamo Brulee! (ブリュレだよっ!!!?, Buryure dayo!!!) - 886. È così che vivo (生き様でちゅよ?, Ikizama dechu yo) - 887. Da qualche parte qualcuno prega che tu sia felice (どこかで誰かが君の幸せを願ってる?, Dokoka de dareka ga kimi no shiawase o negatteru) - 888. Leone (獅子?, Shishi) - 889. Una mamma mai vista (未知のママ?, Michi no Mama) |                                         |                                         |
| 88 | Trama La ciurma riesce a sfuggire ad un attacco di Big Mom grazie a Jinbe, mentre nel mondo degli specchi Katakuri sembra avere la meglio contro Rufy, il quale è costretto a fuggire. I Vinsmoke nel frattempo sconfiggono un drappello di nemici e si dirigono verso la ciurma di Rufy. Sull'isola di Cacao, Sanji, Pudding e Chiffon finiscono di preparare la torta e, grazie al sacrificio di Pound, riescono a portarla sulla nave di Bege e a salpare. Intanto la Sunny viene raggiunta e circondata dalla flotta nemica, ma Carrot si trasforma in sulong, forma dei visoni ottenuta guardando la luna, annientando un gran numero di pirati e navi. Mentre Rufy torna nel mondo degli specchi grazie a Brulée e riprende il duello con Katakuri, Big Mom, notevolmente dimagrita, piomba con un salto a bordo della nave. |                                         |                                         |
| 89 | Bad End Musical 「BADEND MUSICAL」 | 4 giugno 2018 ISBN 978-4-08-881496-4    | 1º febbraio 2019 ISBN 978-88-226-1222-9 |
| 89 | Capitoli - 890. Big Mom sulla nave (船の上のビッグ・マム?, Fune no ue no Biggu Mamu) - 891. Credono in me (信じられてる?, Shinjirareteru) - 892. Riconosciuti come potenti nemici (強敵認定?, Kyōteki nintei) - 893. Flambé, trentaseiesima figlia della famiglia Charlotte (C家36女フランペ?, Shārotto-ke sanjūroku-jo Furanpe) - 894. Mezzanotte e cinque minuti (0時5分?, Reiji gofun) - 895. Pirata Rufy VS. generale Katakuri (海賊ルフィVS将星カタクリ?, Kaizoku Rufi VS Shōsei Katakuri) - 896. Un ultimo favore (最後のお願い?, Saigo no onegai) - 897. Il piano di fuga dall'Isola del Cacao di Pekoms (ペコムズのカカオ島脱出作戦?, Pekomuzu no Kakao-tō dasshutsu sakusen) - 898. Tornerò da voi (必ず戻る?, Kanarazu modoru) - 899. L'ultima fortezza (最後の砦?, Saigo no toride) - 900. Bad End Musical (BADEND MUSICAL?) |                                         |                                         |
| 89 | Trama La ciurma riesce a respingere l'attacco di Big Mom e a gettarla fuori dalla Sunny. Quando la nave di Bege arriva sul posto con la torta, l'imperatrice si lancia al suo inseguimento, mentre Sanji si reca sull'isola di Cacao, dove si è radunato un esercito, per salvare Rufy. Dopo un duro combattimento, Rufy ha la meglio su Katakuri grazie alla nuova forma del Gear 4th e viene aiutato ad uscire dal mondo degli specchi da Pekoms, che ha catturato Brulee. Ritrovatosi a Cacao, Rufy insieme a Sanji vengono circondati dai nemici, ma in loro aiuto intervengono prima i Vinsmoke e la flotta del Germa, che permettono loro di lasciare l'isola, e poi i Pirati del Sole. Big Mom intanto riesce a mangiare la torta nuziale. |                                         |                                         |
| 90 | Il Santuario di Marijoa 「聖地マリージョア」 - Seichi Marījoa | 4 settembre 2018 ISBN 978-4-08-881562-6 | 5 giugno 2019 ISBN 978-88-226-1419-3    |
| 90 | Capitoli - 901. Non morire, a costo di morire! (死んでも死ぬなよ!!!?, Shindemo shinu na yo!!!) - 902. End Roll (END ROLL?) - 903. Il quinto imperatore (5番目の皇帝?, Gobanme no kōtei) - 904. Entrano in scena i comandanti dell'Armata Rivoluzionaria (革命軍全軍隊長登場?, Kakumeigun Zenguntaichō tōjō) - 905. Un mondo splendido (美しい世界?, Utsukushī sekai) - 906. Il Santuario di Marijoa (聖地マリージョア?, Seichi Marījoa) - 907. Il trono vuoto (虚の玉座?, Kara no gyokuza) - 908. Si alza il sipario sull'Assemblea Mondiale (世界会議開幕?, Reverī kaimaku) - 909. Seppuku (切腹?, Seppuku) - 910. Forza, verso il Paese di Wa! (いざワノ国へ?, Iza Wa no Kuni e) |                                         |                                         |
| 90 | Trama I pirati del Sole impediscono alla ciurma di Big Mom di attaccare la Sunny, e Jinbe decide di rimanere indietro per aiutare i suoi vecchi compagni, promettendo a Rufy di rivedersi a Wa per entrare ufficialmente in ciurma. Mentre la ciurma lascia le acque di Tottoland, Big Mom arriva sul luogo dello scontro. Qualche giorno dopo, i giornali riportano ingigantiti gli avvenimenti accaduti, e Rufy scopre che la sua nuova taglia risulta superiore al miliardo di Berry. A Marijoa, i regnanti di tutto il mondo si radunano per partecipare al Reverie, mentre Sabo e i comandanti dell'Armata rivoluzionaria si infiltrano allo scopo di salvare Orso Bartholomew. Dopo aver incontrato Shanks, i cinque Astri di Saggezza chiedono nuovi ordini ad Im, il vero sovrano del governo. Nel frattempo la ciurma prosegue verso Wa, ma arrivati nei pressi dell'isola la nave viene intrappolata in un vortice e Rufy si ritrova isolato dagli altri su una spiaggia. |                                         |                                         |

## Volumi 91-100
| Nº  | Titolo italiano Giapponese 「Kanji」 - Rōmaji | Data di prima pubblicazione              | Data di prima pubblicazione             |
| Nº  | Titolo italiano Giapponese 「Kanji」 - Rōmaji | Giapponese                               | Italiano                                |
| 91  | Avventura nel paese dei samurai 「侍の国の冒険」 - Samurai no kuni no bōken | 4 dicembre 2018 ISBN 978-4-08-881644-9   | 31 luglio 2019 ISBN 978-88-226-1539-8   |
| 91  | Capitoli - 911. Avventura nel paese dei samurai (侍の国の冒険?, Samurai no kuni no bōken) - 912. Il villaggio di Amigasa (編笠村?, Amigasa mura) - 913. La riconoscenza di Tsuru (鶴の恩返し?, Tsuru no ongaeshi) - 914. Il quartiere degli scarti (おこぼれ町?, Okobore-chō) - 915. Il quartiere di Bakura (博羅町?, Bakura-chō) - 916. Il grande sumo nel Paese di Wa (ワノ国大相撲?, Wa no Kuni ōzumō) - 917. La nave dei tesori alimentari (食糧宝船?, Shokuryō takarabune) - 918. La riconoscenza di Rufytaro (ルフィ太郎の恩返し?, Rufitarō no ongaeshi) - 919. Le rovine del castello di Oden (おでん城跡?, Oden-jō ato) - 920. Amato Oden (おでんが好き?, Oden ga suki) - 921. Shutenmaru (酒天丸?, Shutenmaru) |                                          |                                         |
| 91  | Trama Rufy salva una bambina di nome O-Tama dal rapimento da parte di alcuni uomini di Kaido e questa gli offre il pranzo in segno di gratitudine. Quando la bambina inizia a stare male per avere bevuto dal fiume inquinato dalle industrie di Kaido, il pirata decide di portarla in ospedale; lungo la strada incontra Zoro, che ha salvato una donna di nome O-Tsuru, e i due hanno un breve scontro con Basil Hawkins, divenuto un sottoposto di Kaido. O-Tsuru fa portare O-Tama presso la sua locanda per curarla, ma la bambina viene rapita dai sottoposti dell'imperatore, costringendo Rufy, Zoro e una donna samurai chiamata O-Kiku a salvarla. Law porta i tre alle rovine del castello dei Kozuki dove si sono radunati il gruppo della Sunny, Momonosuke e Kin'emon. Quest'ultimo rivela che lui, Momonosuke, Kanjuro, Raizo e O-Kiku vengono dalla Wa di vent'anni prima, e sono giunti nel presente grazie ai poteri della madre di Momonosuke. Il samurai poi racconta loro la storia del defunto Kozuki Oden e il piano per sconfiggere lo shogun Orochi e Kaido. Intanto Jack raggiunge la regione di Kuri dopo i recenti disordini e si scontra con il bandito Shuntemaru. Ad un tratto appare Kaido, in forma di drago, che ordina al suo sottoposto di portargli Rufy e Law. |                                          |                                         |
| 92  | Entra in scena la cortigiana Komurasaki 「花魁小紫登場」 - Oiran Komurasaki tōjō | 4 marzo 2019 ISBN 978-4-08-881758-3      | 1º novembre 2019 ISBN 978-88-226-1540-4 |
| 92  | Capitoli - 922. Kaido, direttore generale dei Pirati delle Cento Bestie (百獣海賊団総督カイドウ?, Hyakujū kaizokudan Sōtoku Kaidō) - 923. Imperatore Kaido VS. Rufy (四皇カイドウVSバーサスルフィ?, Yonkō Kaidō VS Rufi) - 924. Eh?! (は?, Ha) - 925. Periodo di vuoto (ブランク?, Buranku) - 926. La cava dei prigionieri (囚人採掘場?, Shūjin saikutsujō) - 927. O-toko la kamuro (禿のおトコ?, Kamuro no O-Toko) - 928. Entra in scena la cortigiana Komurasaki (花魁小紫登場?, Oiran Komurasaki tōjō) - 929. Kurozumi Orochi, shogun del paese di Wa (ワノ国将軍 黒炭オロチ?, Wa no Kuni Shōgun - Kurozumi Orochi) - 930. Il quartiere di Ebisu (えびす町?, Ebisu-chō) - 931. Soba Mask (おそばマスク?, O-Soba Masuku) |                                          |                                         |
| 92  | Trama Dopo che Kaido distrugge i resti del castello dei Kozuki, Rufy lo affronta venendo sconfitto con un solo colpo; l'imperatore ordina di imprigionarlo nella regione di Udon, dove si trova anche Eustass Kidd. Dopo aver chiesto di volere il dottor Vegapunk agli agenti del CP0, lo shogun di Wa Kurozumi Orochi organizza un banchetto al quale partecipa anche la più famosa cortigiana dell'isola, Komurasaki. I pirati di Big Mom risalgono la cascata che conduce a Wa facendo trainare la loro nave dalle carpe, ma una volta raggiunta la sommità vengono scacciati da King, braccio destro di Kaido, e Big Mom precipita nella cascata. Nel frattempo, l'ufficiale Page One affronta Sanji, il quale indossa la sua Raid Suit. Chopper, Momonosuke, Kiku e Tama raggiungono la spiaggia di Kuri, dove si imbattono in Big Mom, priva di memoria. |                                          |                                         |
| 93  | Il più amato del quartiere di Ebisu 「えびす町の人気者」 - Ebisu-chō no ninkimono | 4 luglio 2019 ISBN 978-4-08-881877-1     | 5 febbraio 2020 ISBN 978-88-226-1680-7  |
| 93  | Capitoli - 932. Lo shogun e la cortigiana (将軍と花魁?, Shōgun to oiran) - 933. La pietà di un samurai (武士の情け?, Bushi no nasake) - 934. Hyogoro dei fiori (花のヒョウ五郎?, Hana no Hyōgorō) - 935. Queen (QUEEN?) - 936. L'inferno del sumo (大相撲インフェルノ?, Ōzumō inferuno) - 937. Gyukimaru del ponte dei banditi (おいはぎ橋の牛鬼丸?, Oihagi-bashi no Gyūkimaru) - 938. Il segreto di una donna (女の秘密?, On'na no himitsu) - 939. Un vecchio leopardo non dimentica la strada (老いたる豹は路を忘れず?, Oitaru hyō wa michi o wasurezu) - 940. Le scintille della rivolta (反逆の火種?, Hangyaku no hidane) - 941. Il più amato del quartiere di Ebisu (えびす町の人気者?, Ebisu-chō no ninkimono) - 942. Shimotsuki Yasuie, daimyo di Hakumai (“白舞大名”霜月康イエ?, "Hakumai daimyō" Shimotsuki Yasuie) |                                          |                                         |
| 93  | Trama Durante il banchetto, Orochi confessa di temere il ritorno dei Kozuki, e si adira quando una bambina di nome O-Toko ride di lui: Komurasaki difende la bambina schiaffeggiando lo Shogun, che si trasforma con i poteri del suo Frutto del Diavolo. La situazione precipita dopo che i Pirati di Cappello di paglia entrano in azione per difendere la bambina, mentre Kyoshiro, un samurai al seguito di Orochi, colpisce con un fendente apparentemente mortale Komurasaki. Nella prigione, Rufy stringe amicizia con un vecchio prigioniero di nome Hyogoro e si ribella contro i carcerieri, ma viene portato di fronte a Queen, uno dei migliori uomini di Kaido, dove rifiuta la sua proposta di diventare un sottoposto dell'imperatore. Nella regione di Ringo, Zoro affronta un ladro che gli aveva rubato la spada, ma è costretto a rinunciare per salvare una ragazza e una bambina dall'assassino Kamazo, che sconfigge. Successivamente la donna, identica a Komurasaki, cura lo spadaccino e gli rivela di essere la sorella di Momonosuke, Hiyori. A Udon, Rufy e Hyogoro affrontano sul ring di Queen i Pirati delle cento bestie, indossando un collare esplosivo che gli impedisce di fuggire. Nella Capitale dei fiori viene crocifisso Shimotsuki Yasuie, ex daimyo fedele ai Kozuki nonché padre di O-Toko; il condannato rivela i metodi che l'attuale shogun usò per salire al potere, ma viene poi raggiunto da Orochi, che dopo essere stato provocato gli spara insieme alle sue guardie, uccidendolo. |                                          |                                         |
| 94  | Il sogno dei soldati più forti 「兵どもが夢」 - Tsuwamono-domo ga yume | 4 ottobre 2019 ISBN 978-4-08-882054-5    | 3 giugno 2020 ISBN 978-88-226-1753-8    |
| 94  | Capitoli - 943. Smile (SMILE?) - 944. Compagno (相棒?, Aibō) - 945. O-Lin (おリン?, O-Rin) - 946. Queen VS. O-Lin (クイーンVSおリン?, Kuīn VS O-Rin) - 947. La scommessa di Queen (クイーンの賭け?, Kuīn no kake) - 948. Entra in scena Kawamatsu il kappa (“河童の河松”登場?, 'Kappa no Kawamatsu' tōjō) - 949. Mummia (ミイラ?, Mīra) - 950. Il sogno dei soldati più forti (兵どもが夢?, Tsuwamono-domo ga yume) - 951. Rampage (RAMPAGE?) - 952. Hiyori e Kawamatsu (日和と河松?, Hiyori to Kawamatsu) - 953. C'era una volta una volpe (一度狐?, Ichido gitsune) |                                          |                                         |
| 94  | Trama Hiyori spiega a Zoro che i cittadini di Ebisu, villaggio abitato da Yasuie, hanno smesso di provare emozioni al di fuori della gioia dopo aver mangiato degli Smile difettosi. Quando Orochi vede Toko raggiungere il defunto padre prova ad ucciderla, ma Sanji e Zoro intervengono in sua difesa affrontando Kyoshiro e X Drake. Nel frattempo ad Udon giungono Kidd, catturato dopo una breve fuga, e Kamazo, che è in realtà il suo braccio destro Killer. All'improvviso Big Mom sfonda i cancelli della prigione, seminando il panico; colpita da Queen, l'imperatrice recupera la memoria, ma poi si addormenta venendo portata via dall'ufficiale. Poco dopo il samurai Kawamatsu, liberato da Raizo, sconfigge alcuni membri della ciurma di Kaido mentre Rufy, Chopper, O-Kiku e Hyogoro danno inizio ad una rivolta, che si conclude con la conquista della prigione. I prigionieri si inchinano a Momonosuke, mentre Shuntemaru, in realtà l'ex vassallo di Oden Ashura Doji, accetta di unirsi a Kin'emon e Cane-tempesta per sconfiggere Kaido ed Orochi. Kawamatsu, Hiyori e Zoro raggiungono il nascondiglio delle armi di Ringo, e Hiyori chiede a Zoro di cedere Shusui in cambio di Enma, la spada con cui Oden riuscì a ferire Kaido. Nell'isola di Onigashima, Kaido e Big Mom si affrontano. |                                          |                                         |
| 95  | L'avventura di Oden 「おでんの冒険」 - Oden no bōken | 28 dicembre 2019 ISBN 978-4-08-882169-6  | 2 settembre 2020 ISBN 978-88-226-1941-9 |
| 95  | Capitoli - 954. Come un drago che ottiene le ali (龍に翼を得たる如し?, Ryū ni tsubasa wo etaru gotoshi) - 955. Enma (閻魔?, Enma) - 956. Big News (ビッグニュース?, Biggu Nyūsu) - 957. Ultimate (ULTIMATE?) - 958. Il porto della promessa (約束の港?, Yakusoku no minato) - 959. Samurai (侍?, Samurai) - 960. Entra in scena Kozuki Oden (光月おでん登場?, Kōzuki Oden tōjō) - 961. L'incidente del dio della montagna (山の神事件?, Yama no kami jiken) - 962. Daimyo e vassalli (大名と家臣?, Daimyō to kashin) - 963. Diventare samurai (侍になる?, Samurai ni naru) - 964. L'avventura di Oden (おでんの冒険?, Oden no bōken) |                                          |                                         |
| 95  | Trama Gran parte degli alleati si riuniscono ad Amigasa, dove Kin'emon rivela il loro nuovo punto di partenza per Onigashima, in base ad un messaggio lasciato da Yasuie. Nel frattempo, Kaido e Big Mom decidono di allearsi rifondando l'antica ciurma di cui facevano parte insieme, i Pirati Rocks; contemporaneamente viene rivelato che il Governo Mondiale ha deciso di sciogliere la Flotta dei Sette. Il giorno successivo, Orochi scopre il luogo in cui i nemici si riuniranno, facendo distruggere alcuni ponti che collegano le varie regioni della nazione e isolando Momonosuke e i suoi vassalli. Trentanove anni prima dell'inizio della narrazione, Kozuki Oden, pur essendo il figlio dello shogun, venne esiliato dalla capitale dato che era spesso coinvolto in azioni violente: iniziò così a vivere ramingo insieme ai suoi seguaci Kin'Emon,Izo, Kikunojo, Denjiro, Raizo e Kanjuro. Si recò così a Kuri e sconfisse Ashura Doji, il criminale più pericoloso tra tutti, trasformando i banditi in lavoratori e venendo cosi nominato dal padre daimyo di Kuri. Qualche anno più tardi, dopo che ai seguaci si erano aggiunti l'uomo pesce Kawamatsu e i visoni Cane-Tempesta e Gatto-Vipera, i Pirati di Barbabianca naufragarono sull'isola e Oden chiese a Edward Newgate di poter entrare nel suo equipaggio. Il pirata accettò, così Cane-tempesta, Gatto-vipera e Izo seguirono il loro padrone. |                                          |                                         |
| 96  | L'oden dev'essere ardente 「煮えてなんぼのおでんに候」 - Niete nanbo no Oden ni sōrō | 3 aprile 2020 ISBN 978-4-08-882252-5     | 2 dicembre 2020 ISBN 978-88-226-2028-6  |
| 96  | Capitoli - 965. Il complotto dei Kurozumi (黒炭家の陰謀?, Kurozumi-ke no inbō) - 966. Roger e Barbabianca (ロジャーと白ひげ?, Rojā to Shirohige) - 967. L'avventura di Roger (ロジャーの冒険?, Rojā no bōken) - 968. Il ritorno di Oden (おでんの帰還?, Oden no kikan) - 969. Lo stupido signore (バカ殿?, Bakatono) - 970. Oden VS. Kaido (おでんVSカイドウ?, Oden Vs Kaidō) - 971. L'esecuzione nella pentola bollente (釜茹での刑?, Kamayude no kei) - 972. L'oden dev'essere ardente (煮えてなんぼのおでんに候?, Niete nanbo no Oden ni sōrō) - 973. Il casato Kozuki (光月の一族?, Kōzuki no ichizoku) - 974. Forza, verso l'Isola degli Orchi! (いざ、鬼ヶ島!!?, Iza, Onigashima!!) |                                          |                                         |
| 96  | Trama Mentre il servitore Orochi era impegnato in un complotto per usurpare lo shogunato, Oden incontrò una donna di Wa proveniente dal passato di nome Toki e la sposò divenendo padre di Momonosuke e Hiyori. I pirati di Barbabianca in seguito incontrarono e combatterono i pirati di Roger e quest'ultimo chiese ad Oden di aiutarlo a decifrare i Road Poignee Griffe e a trovare l'isola finale. Dopo aver lasciato indietro Toki, Bagy, Shanks, i bambini e i visoni, i pirati di Roger raggiunsero l'isola, dove Roger trovò il tesoro lasciato da Joy Boy, lo One Piece; la storia di Joy Boy fece ridere lui e tutta la sua ciurma, così decisero di chiamare l'isola Raftel. Roger sciolse il suo equipaggio e Oden tornò a Wa, dove scoprì che Orochi era diventato shogun alleandosi con Kaido. Oden non riuscì ad uccidere Orochi e fu costretto a ballare nudo per strada ogni settimana per cinque anni per evitare la morte dei cittadini di Wa. Tuttavia, dopo aver sentito che Kaido aveva attaccato la famiglia di Hyogoro, Oden e i suoi servitori, ribattezzati Foderi Rossi, si recarono a combatterlo; nonostante fosse riuscito a ferire Kaido, il samurai fu sconfitto e condannato insieme ai suoi sottoposti a bollire vivo per un'ora. Oden riuscì a sopravvivere, ma Orochi si rimangiò l'accordo e il valoroso samurai venne ucciso da Kaido dopo aver assicurato la fuga ai Foderi e avergli ordinato di aprire i confini di Wa. Dopo che Toki si sacrificò per permettere a Momonosuke di andare nel futuro, Denjiro assunse l'identità di Kyoshiro e iniziò a prendersi cura di Hiyori, che assunse l'identità di Komurasaki. Nel presente, Kin'emon e i suoi compagni sono affrontati da una flotta di nemici e Kanjuro rivela di essere la spia che fornisce informazioni a Orochi. Tuttavia, Rufy, Law e Kid vengono in loro soccorso. |                                          |                                         |
| 97  | La mia bibbia 「僕の聖書」 - Boku no baiburu | 16 settembre 2020 ISBN 978-4-08-882347-8 | 3 marzo 2021 ISBN 978-88-226-2194-8     |
| 97  | Capitoli - 975. Il piano di Kin'emon (錦えもんの一計?, Kin'emon no ikkei) - 976. Permettete che mi presenti! (お控えなすって!!!?, Ohikaenasutte!!!) - 977. Interrompete i festeggiamenti! (宴はやめだ!!!?, Utage wa yame da!!!) - 978. Entrano in scena i Sei Compagni Volanti (飛び六胞登場?, Tobi Roppō tōjō) - 979. Problemi familiari (家族問題?, Kazoku mondai) - 980. Musica da battaglia (戦う音楽?, Tatakau myūjikku) - 981. Scendiamo in guerra (参戦?, Sansen) - 982. Maleducato meets maleducata (無礼者 meets 無礼者?, Bureimono mītsu bureimono) - 983. Tuono (雷鳴?, Raimei) - 984. La mia bibbia (僕の聖書?, Boku no baiburu) |                                          |                                         |
| 97  | Trama Il resto dell'alleanza guidata da Denjiro si unisce ai Foderi Rossi al porto di Tokage, essendo riusciti a superare in astuzia Orochi a causa di una manovra inaspettata di Kin'emon. Kanjuro vola verso Onigashima con Momonosuke, mentre Jinbe si riunisce a Rufy ed entra ufficialmente nella ciurma. L'alleanza arriva sull'isola e inizia la loro invasione dividendosi in gruppi. Nel frattempo i Sei Compagni Volanti sono chiamati a incontrare Kaido, che incarica loro di trovare suo figlio scomparso Yamato. Rufy e Zoro iniziano a causare problemi ai pirati delle Cento Bestie e vengono attaccati da Scratchmen Apoo. I Pirati di Big Mom tentano di raggiungere nuovamente Wa, ma vengono fermati da Marco che si dirige sull'isola con Gattovipera e Izo. Kanjuro porta Momonosuke a Orochi e Kaido, mentre parte dell'alleanza viene attaccata da Big Mom. Rufy incontra i Compagni Volanti Ulti e Page One e combatte con loro: lo scontro viene interrotto da Yamato, che fugge con Rufy rivelando di essere un'ammiratrice di Oden. Nel frattempo Kaido interrompe l'esecuzione di Momonosuke per annunciare il suo progetto per la "Nuova Onigashima". |                                          |                                         |
| 98  | Kin, il broccato dei fedeli vassalli 「忠臣錦」 - Chūshin nishiki | 4 febbraio 2021 ISBN 978-4-08-882423-9   | 30 giugno 2021 ISBN 978-88-226-2279-2   |
| 98  | Capitoli - 985. Il progetto della Nuova Onigashima (新鬼ヶ島計画?, Shin Onigashima keikaku) - 986. Il mio umile nome (拙者の名前?, Sessha no namae) - 987. Kin, il broccato dei fedeli vassalli (忠臣錦?, Chūshin nishiki) - 988. Scusate l'attesa (待たせたな?, Matasetana) - 989. Non credo che perderemo (負ける気がしねえ?, Makeru ki ga shinē) - 990. Combattente solitario (孤軍?, Kogun) - 991. Lasciaci morire (死なせてくれ!!!?, Shinasetekure!!!) - 992. Superstiti (残党?, Zantō) - 993. Il sogno del Paese di Wa (ワノ国の夢?, Wano kuni no yume) - 994. L'altro mio nome è Yamato (またの名はヤマト?, Matanona wa Yamato) |                                          |                                         |
| 98  | Trama Mentre i Foderi affrontano Kanjuro, Kaido decapita Orochi avendo in mente, insieme a Big Mom, di conquistare Wa e il mondo e prendersi lo One Piece. Di fronte all'esecuzione, Momonosuke raccoglie il coraggio di proclamare di essere il figlio di Oden: Kaido fa per ucciderlo, ma i suoi servitori lo attaccano usando la stessa tecnica di Oden, iniziando la guerra tra Alleanza e Pirati delle Cento Bestie. Dopo essersi rialzato, Kaido porta i foderi sul tetto del palazzo: i visoni li raggiungono sul tetto e attivano le loro forme Sulong contro le forze di Kaido e Jack. Sanji salva Momonosuke e si scontra con King, mentre Franky, Jinbe, Brook e Robin affrontano Big Mom. Queen e Who's Who scoprono che X Drake è un agente sotto copertura, costringendolo ad unirsi all'alleanza di Cappello di Paglia e combattere al loro fianco contro i Numbers. Dopo che Cane-tempesta e Gattovipera hanno sconfitto Jack, Kaido affronta direttamente i Foderi in combattimento. Mentre Rufy si dirige verso il tetto, Queen attacca l'alleanza con un nuovo virus e dà l'antidoto ad Apoo, costringendo Zoro e Drake a collaborare ed inseguirlo. Nel frattempo, Yamato protegge Momonosuke e la kunoichi Shinobu. |                                          |                                         |
| 99  | Rufy dal Cappello di Paglia 「麦わらのルフィ」 - Mugiwara no Rufi | 4 giugno 2021 ISBN 978-4-08-882691-2     | 29 ottobre 2021 ISBN 978-88-226-2848-0  |
| 99  | Capitoli - 995. Il giuramento di una donna ninja (くの一の誓い?, Kunoichi no chikai) - 996. L'isola del più forte (最強がいる島?, Saikyō ga iru shima) - 997. Nuvole di fiamme (焔雲?, Homura-gumo) - 998. Gli ancestrali (古代種?, Kodaishu) - 999. Il sakè che ho fatto fermentare per te (君がため醸みし待酒?, Kimi ga tame kamishi machizake) - 1000. Rufy dal Cappello di Paglia (麦わらのルフィ?, Mugiwara no Rufi) - 1001. Scontro decisivo tra i mostri di Onigashima (鬼ヶ島怪物決戦?, Onigashima kaibutsu kessen) - 1002. Imperatori VS. Nuova generazione (四皇VS新世代?, Yonkō VS Shin sedai) - 1003. Una notte sulla scacchiera (盤上の夜?, Banjō no yoru) - 1004. Kibidango (きびだんご?, Kibi dango) |                                          |                                         |
| 99  | Trama O-Tama arriva su Onigashima e salva Nami e Usop da Ulti e Page One. Franky affronta Sasaki, permettendo a Yamato di fuggire con Momonosuke e Shinobu. Sanji viene attirato in una trappola da Black Maria, mentre Zoro sconfigge Apoo e ottiene gli anticorpi del virus per Chopper. Dopo aver sconfitto i Foderi, Kaido solleva l'isola in aria per spostarla nel paese di Wa e farla cadere sulla Capitale dei Fiori. Jinbe affronta Who's Who e lui, Sasaki e Black Maria rivelano i loro Frutti del diavolo. Yamato racconta a Momonosuke di come ha incontrato Ace anni prima, mentre Big Mom raggiunge Kaido sul tetto del palazzo. Dopo aver messo in salvo i Foderi, Rufy, Zoro, Law, Kid e Killer raggiungono i due Imperatori e iniziano ad affrontarli, mentre degli agenti del CP0 seguono l'andamento della guerra da una stanza nascosta sull'isola. Con l'aiuto di Nami e Usop, O-Tama usa le sue abilità per trasformare i Gifters dei Pirati delle Cento Bestie nei suoi servitori. |                                          |                                         |
| 100 | Modalità Re Conquistatore 「覇王色」 - Haōshoku | 3 settembre 2021 ISBN 978-4-08-882780-3  | 30 marzo 2022 ISBN 978-88-226-3275-3    |
| 100 | Capitoli - 1005. La bambina diabolica (悪魔の子?, Akuma no ko) - 1006. L'onorabile Hyogoro dei Fiori (侠客“花のヒョウ五郎”?, Kyōkaku "Hana no Hyōgorō") - 1007. Tanuki (たぬきさん?, Tanuki-san) - 1008. Ashura Doji, capo dei Briganti della Testa Montuosa (頭山盗賊団棟梁アシュラ童子?, Atama-yama tōzoku-dan tōryō Ashura Dōji) - 1009. Precipitare (奈落?) - 1010. Modalità Re Conquistatore (覇王色?, Haōshoku) - 1011. Il codice d'onore dei fagioli dolci (あんこの仁義?, Anko no jingi) - 1012. Dai! (うず?, Uzu) - 1013. Anarchy in the B. M. (Anarchy in the BM?, Anākī in za Biggu Mamu) - 1014. L'istrione (人生の大根役者?, Jinsē no daikon yakusha) - 1015. Vincoli (縁?, Kusari) |                                          |                                         |
| 100 | Trama Robin e Brook liberano Sanji per poi prepararsi ad affrontare Black Maria e i suoi subordinati. King affronta Marco mentre Chopper completa la cura al virus salvando Hyogoro e somministrandola a tutti i presenti, per poi lanciarsi contro Queen. Altrove, Kanjuro tenta di uccidere i Foderi Rossi con un simulacro di Oden, ma Ashura si sacrifica per proteggere i compagni. Mentre Cane-Tempesta affronta il redivivo Jack, i Foderi superstiti si imbattono in Orochi, neutralizzandolo mentre Raizo si ferma a combattere contro Fukurokujo. Sul tetto, unendo le loro abilità, le cinque supernove riescono a far cadere Big Mom dal palazzo: Kidd e Killer si lanciano quindi al suo inseguimento, mentre Law porta via Zoro, rimasto ferito, e Rufy rimane da solo a lottare contro Kaido. All'interno del palazzo O-Tama, Nami e Usop vengono inseguiti da Page One, che però viene sconfitto da Big Mom. I Foderi si dividono per unirsi alla battaglia e salvare Momonosuke da Kanjuro; nel mentre, Yamato lascia il diario di Oden a Momonosuke. Big Mom rimpiazza Zeus con un nuovo Homie, Hera, preparandosi ad affrontare Law e Kidd. Kaido, dopo aver temporaneamente sconfitto Rufy e averlo gettato in mare, si dirige a catturare Momonosuke: Kin'emon e Kikunojo, dopo aver eliminato Kanjuro, si sacrificano per permettere al ragazzo di fuggire con Shinobu. Sanji viene in soccorso di Chopper per combattere Queen. Yamato, giunta sul tetto, si prepara ad affrontare Kaido. |                                          |                                         |

## Volumi 101-110
| Nº  | Titolo italiano Giapponese 「Kanji」 - Rōmaji | Data di prima pubblicazione             | Data di prima pubblicazione             |
| Nº  | Titolo italiano Giapponese 「Kanji」 - Rōmaji | Giapponese                              | Italiano                                |
| 101 | Entrano in scena le stelle 「花形登場」 - Hanagata tōjō | 3 dicembre 2021 ISBN 978-4-08-883003-2  | 29 giugno 2022 ISBN 978-88-226-3313-2   |
| 101 | Capitoli - 1016. Io sono O-Tama!! (お玉でやんす!!?, Otama deyansu!!) - 1017. L'ordine (号令?, Gōrei) - 1018. Jinbe VS. Who's Who (ジンベエVSフーズ・フー?, Jinbē Bāsasu Fūzu Fū) - 1019. Elicottriceratopo (ヘリケラトプス?, Herikeratopusu) - 1020. Robin VS. Black Maria (ロビンVSブラックマリア?, Robin Bāsasu Burakkumaria) - 1021. Demonio (デモニオ?) - 1022. Entrano in scena le stelle (花形登場?, Hanagata tōjō) - 1023. Identico (瓜二つ?, Uri futatsu) - 1024. Uno qualunque (某?, Nanigashi) - 1025. Draghi gemelli (双龍図?, Sōryū-zu) |                                         |                                         |
| 101 | Trama O-Tama riesce a impartire ai Gifters diventati suoi alleati l'ordine di aiutare i samurai contro la ciurma di Kaido; Ulti prova a fermarla ma viene neutralizzata da Nami con l'aiuto di Zeus. Who's Who racconta a Jinbe di essere un ex membro della CP9, arrestato dopo aver fallito nell'impedire a Shanks di rubare il frutto Gom Gom anni prima. Gli chiede anche se conosce la leggenda di un dio adorato dagli schiavi, Nika, sostenendo che la storia degli uomini pesce è una storia di schiavitù ma Jinbe, furioso per queste considerazioni, lo sconfigge. Intanto Franky batte Sasaki, mentre Robin e Brook eliminano Black Maria e le sue subordinate. Sanji e Zoro iniziano a combattere rispettivamente contro Queen e King: Queen si chiede se Sanji appartenga al popolo dei Lunaria, razza ormai estinta in grado di controllare il fuoco alla quale appartiene anche King, mentre i samurai notano una certa somiglianza tra Zoro e Shimotsuki Ushimaru, samurai discendente diretto di Ryuma fuggito cinquant'anni prima da Wa. Yamato ripensa al suo passato, quando il padre la rinchiuse a causa delle sue idee in una caverna dove conobbe tre samurai che le insegnarono a leggere il diario di Oden, riprendendo poi lo scontro contro Kaido. Momonosuke intanto chiede a Shinobu di renderlo adulto usando i suoi poteri, mentre Rufy viene soccorso dai compagni di Law: trasformatosi in drago, Momonosuke aiuta Rufy a tornare su Onigashima, giungendo in soccorso di Yamato e iniziando a combattere contro l'Imperatore. |                                         |                                         |
| 102 | Punto di svolta 「天王山」 - Tennōzan | 4 aprile 2022 ISBN 978-4-08-883120-6    | 28 ottobre 2022 ISBN 978-88-226-3459-7  |
| 102 | Capitoli - 1026. Punto di svolta (天王山?, Tennōzan) - 1027. Un pericolo che supera ogni immaginazione (想像を超える危機?, Sōzō o koeru kiki) - 1028. Brachioserpesauro (ブラキオ蛇ウルス?, Burakiojaurusu) - 1029. La torre (塔?, Tō) - 1030. Risuona l'eco dell'impermanenza di ogni cosa (諸行無常の響きあり?, Shogyōmujō no hibiki ari) - 1031. Un guerriero della scienza (科学の戦士?, Kagaku no senshi) - 1032. L'amata spada di Oden (おでんの愛刀?, Oden no aitō) - 1033. Shimotsuki Kozaburo (霜月コウ三郎?, Shimotsuki Kōzaburō) - 1034. Sanji VS. Queen (サンジVS.クイーン?, Sanji bāsasu Kuīn) - 1035. Zoro VS. King (ゾロVS.キング?, Zoro bāsasu Kingu) |                                         |                                         |
| 102 | Trama Mentre Cane-tempesta e Gattovipera sconfiggono rispettivamente Jack e Perospero, Rufy riprende lo scontro con Kaido e Momonosuke prova a fermare Onigashima prima che arrivi alla capitale. Killer sconfigge Hawkins, mentre Orochi ordina a Kanjuro morente di distruggere l'isola con un demone di fuoco, per poi imbattersi stupefatto in Komurasaki. Nel frattempo, Law e Kidd utilizzano il risveglio dei loro Frutti del diavolo contro Big Mom. Sanji, comprendendo che le modifiche genetiche dei Vinsmoke si sono risvegliate grazie alla raid suit e temendo di diventare disumano come i fratelli, decide di distruggere la sua tuta piuttosto che usarla contro Queen, sconfiggendo l'ufficiale con le sue sole forze. Mentre affronta il lunariano King, Zoro ricorda le parole di Kozaburo, fondatore del suo villaggio natale, e impara a padroneggiare la Enma attraverso l'ambizione del Re conquistatore, sconfiggendo infine il braccio destro di Kaido dopo aver scoperto il funzionamento delle sue abilità. |                                         |                                         |
| 103 | Il guerriero della liberazione 「解放の戦士」 - Kaihō no senshi | 4 agosto 2022 ISBN 978-4-08-883190-9    | 4 gennaio 2023 ISBN 978-88-226-3748-2   |
| 103 | Capitoli - 1036. La via del guerriero è la morte (武士道と云うは死ぬことと見つけたり?, Bushidō to iu wa shinu koto to mitsuke tari) - 1037. Otto Trigrammi del Drago Ubriaco (酒龍八卦?, Sake ryū hakke) - 1038. Kidd & Law VS. Big Mom (キッド&ローvs.ビッグ・マム?, Kiddo ando Ro bāsasu Biggu Mamu) - 1039. L'interprete finale (大トリ?, Ō tori) - 1040. Parole sprecate per i mocciosi della nuova generazione (新世代の耳にも念仏?, Gaki no mimi ni mo nenbutsu) - 1041. Komurasaki (小紫?) - 1042. Un vincitore non ha bisogno di aggettivi (「枕詞は“勝者”にゃつかねェ」?, Makurakotoba wa "shōsha" nya tsuka nē) - 1043. Moriamo insieme! (一緒に死のうよ!!!?, Issho ni shinō yo!!!) - 1044. Il guerriero della liberazione (解放の戦士?, Kaihō no senshi) - 1045. Next Level (NEXT LEVEL?, Nekusuto reberu) - 1046. Raizo (雷ぞう?, Raizō) |                                         |                                         |
| 103 | Trama Mentre gli agenti del CP0 Guernica e Maha sconfiggono X Drake e inseguono Robin, l'elefante Zunisha giunge a Wa. Grazie ai risvegli dei loro frutti Kidd e Law mettono in difficoltà Big Mom, riuscendo a sconfiggerla scaraventandola giù da Onigashima assieme agli esplosivi di Kaido, vanificando così il piano di Orochi di distruggere l'isola. Komurasaki rivela la sua vera identità a Orochi mentre Izo, a costo della sua vita, riesce ad eliminare Maha. Nel frattempo, Rufy tenta di sconfiggere Kaido prima che esaurisca le energie, ma viene bloccato da Guernica su ordine degli Astri di Saggezza, in modo da permettere all'imperatore di sconfiggerlo. Dopo aver ucciso l'agente del CP0 per l'interferenza nello scontro, Kaido attacca l'alleanza chiedendo loro di consegnare Momonosuke. Rufy, in fin di vita, riesce a risvegliare il suo Frutto del diavolo, chiamando la nuova forma raggiunta "Gear fifth"; mentre Zunisha afferma che Joy Boy è tornato, a Marijoa gli Astri di Saggezza commentano la pericolosità di quel risveglio, rivelando che il Gom Gom è in realtà il frutto Zoo Zoo mitologico Homo Homo: modello Nika. Con i nuovi poteri, Rufy riesce a mettere alle strette Kaido. |                                         |                                         |
| 104 | Kozuki Momonosuke, shogun del Paese di Wa 「ワノ国将軍光月モモの助」 - Wano Kuni shōgun Kōzuki Momonosuke | 4 novembre 2022 ISBN 978-4-08-883287-6  | 19 aprile 2023 ISBN 978-88-226-3909-7   |
| 104 | Capitoli - 1047. Il cielo sulla capitale (都の空?, Miyako no sora) - 1048. Vent'anni (二十年?, Ni jū-nen) - 1049. Un mondo a cui aspirare (目指すべき世界?, Mezasubeki sekai) - 1050. Onore (誉れ?, Homare) - 1051. Kozuki Momonosuke, shogun del Paese di Wa (ワノ国将軍光月モモの助?, Wano Kuni shōgun Kōzuki Momonosuke) - 1052. Una nuova alba (新しい朝?, Atarashī asa) - 1053. I nuovi imperatori (新しい皇帝達?, Atarashī kōtei-tachi) - 1054. L'imperatore fiammeggiante (炎帝?, Entei) - 1055. La nuova era (新時代?, Shin jidai) |                                         |                                         |
| 104 | Trama Rufy sconfigge Kaido e Momonosuke riesce a far atterrare in sicurezza Onigashima. Denjiro taglia l'ultima testa rimasta a Orochi salvando Hiyori mentre Joseph, l'unico agente sopravvissuto del CP0, fugge via. L'alleanza celebra la vittoria e Momonosuke dice al popolo che Kaido, Orochi e i Pirati delle Cento Bestie sono stati sconfitti e si dichiara ufficialmente il nuovo shogun, mentre Yamato manifesta alla ciurma di Cappello di paglia la sua intenzione di unirsi a loro. Una settimana dopo la battaglia, i pirati di Cappello di paglia e la famiglia Kozuki si prendono il tempo per rilassarsi approfittando dei festeggiamenti del paese per la fine della tirannia di Kaido. Mentre i giornali diffondono la notizia della sconfitta di Kaido e Big Mom, Rufy e Bagy vengono proclamati come nuovi Imperatori insieme a Shanks e Barbanera. Robin e Law incontrano Kozuki Sukiyaki, padre di Oden imprigionato da Orochi e Kaido, e visitano insieme a lui le rovine dell'antico paese di Wa, scoprendo che l'Arma Ancestrale Pluton è nascosta sotto l'isola. Mentre Akainu, a New Marineford, commenta gli avvenimenti che stanno accadendo nel mondo, soffermandosi in particolare l'omicidio di Nefertari Cobra per mano di Sabo, l'ammiraglio Ryokugyu sbarca a Wa per catturare i pirati. Yamato, Momonosuke e i Foderi Rossi provano senza successo a contrastarlo, ma è solo l'intervento di Shanks, pronto a cercare di nuovo lo One Piece, a mettere in fuga l'ammiraglio. |                                         |                                         |
| 105 | Il sogno di Rufy 「ルフィの夢」 - Rufi no yume | 3 marzo 2023 ISBN 978-4-08-883436-8     | 2 agosto 2023 ISBN 978-88-226-4193-9    |
| 105 | Capitoli - 1056. Cross Guild (CROSS GUILD?, Kurosu Girudo) - 1057. Cala il sipario (終幕?, Shūmaku) - 1058. I nuovi Imperatori (新皇帝?, Shin kōtei) - 1059. Il caso del capitano di vascello Kobi (コビー大佐のー件?, Kobī taisa no ikken) - 1060. Il sogno di Rufy (ルフィの夢?, Rufi no yume) - 1061. Egghead, l'isola del futuro (未来島エッグへッド?, Miraijima Egguheddo) - 1062. Avventura nel paese della scienza (科学の国の冒険?, Kagaku no kuni no bōken) - 1063. L'unico parente (たった1人の家族?, Tatta hitori no kazoku) - 1064. Egghead Labophase (エッグヘッド研究層?, Egguheddo Rabofēzu) - 1065. I sei Vegapunk (6人のベガパンク?, Rokunin no Begapanku) |                                         |                                         |
| 105 | Trama Carrot viene nominata nuova sovrana del ducato di Mokomo, poiché Cane-tempesta e Gatto-vipera decidono di restare come vassalli di Momonosuke, mentre Yamato decide di restare a Wa per proteggerla da possibili invasioni. La ciurma salpa dal paese dei samurai insieme ai pirati Heart e i pirati di Kidd e dopo aver scoperto le loro nuove taglie Rufy rivela ai compagni il suo sogno segreto. Intanto, Crocodile e Drakul Mihawk decidono di sfruttare Bagy spacciandolo come capo fantoccio della loro organizzazione di cacciatori di taglie, la Cross Guild. Amazon Lily viene attaccata dalla Marina, che schiera dei nuovi modelli di Pacifista chiamati Seraphim, ovvero dei cloni dei membri originali della Flotta dei Sette con caratteristiche simili ai Lunaria: l'invasione, in cui interviene anche Barbanera per rubare il frutto di Boa Hancock, viene interrotta da Rayleigh e Shakky, ma la ciurma dell'imperatore riesce a rapire Kobi. Sabo nel mentre tenta di riferire all'Armata rivoluzionaria che qualcuno è seduto sul Trono Vuoto, ma la sua posizione, l'isola di Lulusia, viene distrutta da una misteriosa arma di Im. La ciurma incontra in una tempesta di neve una bambina, che si scopre essere la supernova Jewelry Bonney, e viene attaccata da un gigantesco squalo meccanizzato. La nave viene salvata da una ragazza che afferma di essere il dottor Vegapunk e che spiega che si trovano ad Egghead, la sede della divisione scientifica del Governo. Nel frattempo Rufy, Jinbe, Chopper e Bonney sbarcano sull'isola futuristica, dove incontrano una ragazzina gigante che sostiene a sua volta di essere il dottor Vegapunk. Bonney spiega la sua intenzione di trovare il vero Vegapunk per chiedergli le motivazioni che lo hanno spinto a trasformare suo padre, ossia Orso Bartholomew, in un'arma priva di umanità. Nel mentre Lucci, Kaku e Stussy, incaricati dal governo di uccidere lo scienziato, discutono su come questi abbia diviso la sua personalità in sei cloni: Shaka, Lilith, Edison, Pythagoras, Atlas e York. Mentre Zoro e Brook restano a guardia della nave, il resto dell'equipaggio entra nel laboratorio di Vegapunk, ma vengono attaccati a tradimento dal Seraphim di Jinbe: lo scontro viene fermato da Shaka, che spiega ai pirati che la tecnologia di Egghead si basa su quella dell'antico regno. Nel frattempo Barbanera e i suoi ufficiali attaccano i pirati Heart tentando di rubare le loro copie dei Road Poignee Griffe. |                                         |                                         |
| 106 | Il sogno di un genio 「天才の夢」 - Tensai no yume | 4 luglio 2023 ISBN 978-4-08-883644-7    | 29 novembre 2023 ISBN 978-88-226-4396-4 |
| 106 | Capitoli - 1066. La volontà di Ohara (オハラの意志?, Ohara no ishi) - 1067. Punk Records (PUNK RECORDS?, Panku Rekōzu) - 1068. Il sogno di un genio (天才の夢?, Tensai no yume) - 1069. Tutte le cose vengono messe al mondo perché qualcuno le desidera (万物は望まれて、この世に生まれる?, Banbutsu wa nozomarete, kono yo ni umareru) - 1070. La forma di umanità più forte (最強の人類?, Saikyō no jinrui) - 1071. L'attacco di un eroe (英雄出撃?, Eiyū shutsugeki) - 1072. Il peso dei ricordi (記憶の重さ?, Kioku no omosa) - 1073. Miss Buckingham Stussy (ミス・バッキンガム・ステューシー?, Misu Bakkingamu Sutyūshī) - 1074. Mark III (マークIII?, Māku Surī) - 1075. Labophase Death Game (研究層DEATH GAME?, Rabofēzu Desu Gēmu) - 1076. Vecchi amici (旧友?, Kyūyū) |                                         |                                         |
| 106 | Trama Shaka narra a Robin i fatti successivi l'incidente di Ohara, rivelandole che Hagwor D. Sauro, sopravvissuto all'attacco di Kuzan, è riuscito a mettere al sicuro le ricerche degli archeologi, permettendo poi a Vegapunk di studiarle. Nel mentre il gruppo di Rufy incontra il Vegapunk originale, che chiede al pirata di aiutarlo a fuggire da Egghead e gli mostra un gigantesco robot dell'Antico Regno. La CP0 raggiunge l'isola, ma si imbatte nel gruppo di Rufy: Lucci prova ad affrontare il pirata dopo aver neutralizzato Sentomaru, ma viene facilmente sconfitto. Bonney inizia a inseguire Vegapunk, chiedendogli di far tornare normale suo padre, ma dopo essersi imbattuta nelle memorie di Orso decide di guardarle nonostante gli avvertimenti dello scienziato. A Momoiro, intanto, Orso usa i suoi poteri per teletrasportarsi alla Linea Rossa, iniziando a scalarla. Nel mentre la CP0 attacca la Sunny, ma vengono fermati da Zoro e imprigionati da Stussy, che si rivela un'agente di Vegapunk e un clone della piratessa dei Rocks Miss Buckingham Stussy. Shaka si accorge che qualcuno ha manomesso il sistema di sicurezza, ordinando inoltre ai Seraphim di uccidere chiunque si trovi sull'isola: mentre Rufy e Zoro restano a guardia di Lucci e Kaku, gli altri membri della ciurma si dividono per cercare Vegapunk assieme ai satelliti. Negli scontri i Seraphim di Orso e Mihawk raggiungono il laboratorio costringendo Rufy e Zoro ad allearsi ai due agenti della CP0. Imprigionato da qualcuno, Vegapunk si chiede come abbia fatto il Governo a scoprire le sue ricerche sui Poignee Griffe mentre una flotta di navi della marina, guidata da Kizaru e dall'Astro di Saggezza San Jaygarcia Saturn, si dirige ad Egghead. Kidd nel frattempo giunge ad Erbaf preparandosi ad affrontare Shanks, mentre Garp salpa alla volta di Alveare per salvare Kobi; altrove, Marco scopre da Miss Bakkin che suo figlio Edward Weeble, ex membro della flotta dei sette, è stato catturato da Ryokugyu. |                                         |                                         |
| 107 | L'eroe leggendario 「伝説の英雄」 - Densetsu no eiyū | 2 novembre 2023 ISBN 978-4-08-883785-7  | 2 aprile 2024 ISBN 978-88-226-4633-0    |
| 107 | Capitoli - 1077. Dovevo accorgermene molto prima! (早く気づくべきだった?, Hayaku kizukubekidatta) - 1078. Un tempo limite entro cui fuggire (脱出リミット?, Dasshutsu rimitto) - 1079. I pirati dell'Imperatore Rosso (「四皇」赤髪海賊団?, 'Yonkō' akagami kaizoku-dan) - 1080. L'eroe leggendario (伝説の英雄?, Densetsu no eiyū) - 1081. Kuzan, capitano della decima nave dei Pirati di Barbanera (黒ひげ海賊団10番船船長クザン?, Kurohige kaizoku-dan jūban-sen senchō Kuzan) - 1082. Andiamo a prendercelo! (取りに行こうぜ!!?, Tori ni ikou ze!!) - 1083. La verità su quel giorno (あの日の真実?, Ano hi no shinjitsu) - 1084. Il tentato omicidio di un Drago Celeste (天竜人殺人未遂事件?, Tenryūbito satsujin misui jiken) - 1085. La morte di Nefertari Cobra (ネフェルタリ・コブラ死す?, Neferutari Kobura shisu) - 1086. I Cinque Astri di Saggezza (五老星?, Gorōsei) - 1087. Navi da boxe (軍艦バッグ?, Gunkan baggu) - 1088. L'ultima lezione (最後の授業?, Saigo no jugyō) |                                         |                                         |
| 107 | Trama York, rivelatasi essere la traditrice, uccide Shaka e rivela a Vegapunk di voler diventare una Nobile Mondiale mentre i Seraphim distruggono Pythagoras e affrontano i pirati. A Erbaf i pirati di Kidd vengono sconfitti da Shanks, aiutato da Dori e Brogi, e perdono i loro Road Poignee Griffe: contemporaneamente Barbanera sbaraglia i pirati Heart, ma non riesce ad uccidere Law che viene tratto in salvo da Bepo. Bagy, saputo che Shanks ha iniziato a muoversi, dichiara ai suoi seguaci di voler prendere lo One Piece, opponendosi alle intenzioni di Mihawk e Crocodile. Sabo torna nel regno di Momoiro con molti residenti di Lulusia e racconta a Dragon e Ivankov quello che è successo durante l'incursione a Marijoa: mentre l'armata rivoluzionaria era impegnata a combattere gli ammiragli, Charloss provò nuovamente a catturare Shirahoshi, venendo però fermato e quasi ucciso da Leo e Sai su ordine di Myosgard. Intanto Cobra, intenzionato a ottenere alcune informazioni sul secolo buio, ottenne un colloquio con gli Astri di Saggezza, venendo interrotto da Im: il sovrano chiese a Cobra alcune informazioni su Nefertari Lili, una dei fondatori del Governo Mondiale, per poi provare a ucciderlo una volta scoperto che anche i Nefertari hanno la D nel nome. Sabo intervenne per salvare il re, ma venne costretto a fuggire da solo a causa dei misteriosi poteri dei leader del Governo Mondiale; Wapol, dopo aver assistito involontariamente alla scena, riuscì a fuggire assieme a Bibi. Im ordinò quindi la distruzione del regno di Lulusia, dove si era rifugiato Sabo, tramite un'arma creata da Vegapunk. Mentre Sabo termina il suo rapporto, a Marijoa Myosgard viene giustiziato da Figurland Garling, il leader dei Cavalieri Divini. Intanto Garp, giunto assieme alla SWORD ad Alveare per salvare Kobi, affronta Kuzan e gli altri capitani di Barbanera presenti: riuscito nel suo intento, l'eroe della marina resta sull'isola per permettere ai suoi compagni di fuggire, venendo congelato dall'ex ammiraglio. |                                         |                                         |
| 108 | Un mondo in cui è meglio la morte 「死んだ方がいい世界」 - Shinda hō ga ī sekai | 4 marzo 2024 ISBN 978-4-08-884013-0     | 27 agosto 2024 ISBN 978-88-226-5151-8   |
| 108 | Capitoli - 1089. I fatti dell'asserragliamento (立てこもり事件?, Tatekomori jiken) - 1090. Kizaru (黄猿?, Kizaru) - 1091. Sentomaru (戦桃丸?, Sentomaru) - 1092. Quando Orso il tiranno si scatenò nella Terra sacra (暴君くま聖地暴走事件?, Bōkun Kuma Seichi bōsō jiken) - 1093. Rufy VS. Kizaru (ルフィVS黄猿?, Rufi bāsasu Kizaru) - 1094. San Jaygarcia Saturn, dio guerriero della difesa scientifica dei Cinque Astri di Saggezza (“五老星” 科学防衛武神ジェイガルシア・サターン聖?, "Gorōsei" kagaku bōei bujin Jeigarushia Satān Sei) - 1095. Un mondo in cui è meglio la morte (死んだ方がいい世界?, Shinda hō ga ī sekai) - 1096. Orsetto (くまちー?, Kuma-chī) - 1097. Ginny (ジニー?, Jinī) - 1098. La nascita di Bonney (ボニー誕生?, Bonī tanjō) - 1099. Pacifista (平和主義者?, Heiwa shugi-sha) - 1100. Grazie, Bonney (ありがとうボニー?, Arigatō Bonī) |                                         |                                         |
| 108 | Trama Un terremoto si verifica in tutto il pianeta, innalzando il livello del mare di un metro. Nel frattempo, la flotta della Marina giunta ad Egghead scopre che York è stata presa in ostaggio dalla ciurma di Rufy, che fa delle richieste agli Astri di Saggezza e inizia a prepararsi per fuggire a Erbaf. Sbarcando sull'isola, Kizaru sconfigge Sentomaru e riprende il controllo dei Pacifista, venendo sfidato da Rufy col Gear 5: nel frattempo Lucci attacca a tradimento Vegapunk, ma viene prima bloccato da Stussy, ferendola gravemente, e poi sfidato da Zoro. Intanto Orso provoca distruzione a Marijoa, ma è costretto da Sakazuki a ritirarsi. Atlas riprende il controllo dei Pacifista mentre Vegapunk, Franky e Sanji vanno a controllare Bonney, precipitata da Labo Phase. Saturn arriva su Egghead, riprendendo il controllo dei Pacifista da Atlas e paralizzando con i suoi poteri il gruppo di Vegapunk: nel frattempo Rufy sconfigge Kizaru, ma si stanca a causa del Gear 5 e la trasformazione si annulla. Bonney approfitta della presenza di Saturn per pugnalarlo, ma questi guarisce con i poteri rigenerativi e si prepara a ucciderla. La piratessa ricorda la vita di suo padre e la sua infanzia da schiavo a causa della sua stirpe di Buccaneer, avendo assistito da bambino alla morte dei genitori. Costretto a partecipare ad un torneo di caccia umana sull'isola di God Valley, Orso riuscì a fuggire con gli schiavi Ivankov e Ginny, approfittando dell'arrivo dei Pirati Rocks e dei Pirati di Roger. Orso e Ginny vissero nel Regno di Sorbet per otto anni, ma quando il malvagio re Bekori trasformò metà del paese in un'area senza legge i due si ribellarono venendo arrestati. Salvati dai rivoluzionari di Ivankov e Dragon, i due si unirono ai loro ranghi diventando dei comandanti, ma otto anni dopo Ginny venne rapita e Orso scoprì che era stata costretta a sposarsi con un Nobile Mondiale: due anni dopo la donna fece ritorno, ma morì per una malattia terminale. Orso adottò quindi sua figlia Bonney crescendola come propria, ma cinque anni dopo anche la bambina contrasse la malattia. Un anno dopo Bekori tornò a Sorbet con il sostegno del Governo Mondiale e Orso divenne un criminale nel tentativo di combatterli, ritirandosi dai rivoluzionari e viaggiando per il mondo alla ricerca di una cura per la malattia di Bonney. Alla fine fece la conoscenza di Vegapunk, che accettò di curare la bambina in cambio della donazione del corpo del Buccaneer per la ricerca sui Pacifista. I due vennero tuttavia ricattati da Saturn, che impose dure condizioni ad Orso, tra cui la perdita della sua umanità: per salvare la figlia il rivoluzionario accettò le nuove condizioni, e una volta completato il trattamento di Bonney iniziò la sua vita come membro della Flotta dei Sette, sottomesso al governo per amore della figlia. |                                         |                                         |
| 109 | Dalla tua parte 「きみの味方」 - Kimi no mikata | 4 luglio 2024 ISBN 978-4-08-884196-0    | 21 gennaio 2025 ISBN 978-88-226-5393-2  |
| 109 | Capitoli - 1101. Cara Bonney (ボニーへ?, Bonī e) - 1102. La vita di Orso (くまの人生?, Kuma no jinsei) - 1103. Perdonami, papà (ごめんね、お父さん?, Gomen ne, otō-san) - 1104. Grazie, papà (ありがとう、お父さん?, Arigatō, otō-san) - 1105. L'apice della stupidità (愚の骨頂?, Gu no kotchō) - 1106. Dalla tua parte (きみの味方?, Kimi no mikata) - 1107. Ti stavo cercando! (あんたを探してたんだ!!?, Anta o sagashitetanda!!) - 1108. Mondo, rispondi (応答せよ、世界?, Ōtō seyo, sekai) - 1109. Interruzione (阻止?, Soshi) - 1110. La discesa degli astri (降星?, Kōsei) |                                         |                                         |
| 109 | Trama Mentre Orso continuava a lavorare per il Governo Mondiale, Bonney riuscì a fuggire e ad iniziare la sua carriera da pirata con l'intenzione di trovare suo padre, non riuscendoci. Su ordine di Saturn, intenzionato a trasformarlo completamente in un'arma, Vegapunk cancellò con riluttanza la mente di Orso poco prima della battaglia di Marineford, ma il rivoluzionario lo spronò a fidarsi di Rufy, di cui aveva seguito negli anni le gesta. Nel presente Saturn rivela a Bonney che tutte le sventure causate alla sua famiglia sono opera sua, ma prima di poterla uccidere arriva Orso, che salva la figlia colpendolo con un potente pugno. Ripresosi grazie ai suoi poteri di rigenerazione, l'Astro ordina un Buster Call su Egghead e grida ai Pacifista di uccidere Orso e Bonney: la bambina tuttavia scopre grazie ad Atlas che Vegapunk le ha conferito l'autorità suprema sui Pacifista. Mentre Saturn trafigge Vegapunk per il suo tradimento la ciurma dei Pirati Giganti raggiunge Egghead. Rufy, sotto forma di Nika, salva Orso e Bonney da Kizaru e affronta l'ammiraglio e Saturn insieme a Sanji. Intanto Caribou incontra Van Ooger e Devon, infiltrati sull'isola per i loro scopi, e chiede loro di portarlo da Barbanera. Kizaru riesce alla fine ad uccidere l'amico Vegapunk, ma ciò fa partire la trasmissione di un messaggio dello scienziato in cui promette di rivelare la verità che il Governo sta nascondendo, concedendo ai cittadini di tutto il mondo dieci minuti per prepararsi ad ascoltare il suo messaggio. Saturn decide di convocare gli altri Astri di Saggezza sull'isola per interrompere la trasmissione: San Ethanbaron V Nusjuro, San Topman Warcury, San Marcus Mars e San Shepard Ju Peter lo raggiungono così ad Egghead nelle loro forme Zoo Zoo risvegliate. Mentre Zoro termina il suo combattimento con Lucci col supporto di Jinbe, Nusjuro neutralizza i Pacifista congelandoli: Rufy invece subisce un attacco di Ju Peter, ma viene salvato da Dori e Brogi. |                                         |                                         |
| 110 | Le oscillazioni di un'epoca 「時代のうねり」 - Jidai no uneri | 1º novembre 2024 ISBN 978-4-08-884314-8 | 13 maggio 2025 ISBN 978-88-226-5655-1   |
| 110 | Capitoli - 1111. Lo scudo del Sole (太陽の盾?, Taiyō no tate) - 1112. Aspetti difficili (ハードアスペクト?, Hādo asupekuto) - 1113. Stalemate (STALEMATE?, Suteirumeito) - 1114. Le ali di Icaro (イカロスの翼?, Ikarosu no tsubasa) - 1115. Frammenti di terraferma (大陸の断片?, Tairiku no danpen) - 1116. Conflitti (葛藤?, Kattō) - 1117. Anche tra voi (も?, Mo) - 1118. Diventare liberi (自由になる?, Jiyū ni naru) - 1119. Emet (エメト?, Emeto) - 1120. Atlas (暴?, Atorasu) - 1121. Le oscillazioni di un'epoca (時代のうねり?, Jidai no uneri) |                                         |                                         |
| 110 | Trama Dori e Brogi aiutano Rufy a combattere contro Warcury, Ju Peter e Saturn mentre Emet, il robot gigante, si risveglia: Mars invece prova a fermare la trasmissione di Vegapunk, ma fallisce nonostante l'aiuto di York. Iniziando il suo messaggio rivelando la sua morte e che il mondo affonderà sott'acqua, lo scienziato condivide la storia proibita del mondo da 900 a 800 anni prima che ha coinvolto Joy Boy, il primo pirata di sempre che combatté una guerra di ideali con i fondatori del Governo, causando l'innalzamento del mare di 200 metri. Vegapunk racconta poi al mondo della sua fonte di energia, la Mother Flame, e di come è stata utilizzata in modo improprio per alimentare potenzialmente una delle Armi Ancestrali e distruggere il Regno di Lulusia. Nel frattempo Nusjuro libera gli agenti dei Cipher Pol e i Seraphim prima di provare a fermare i Pirati di Cappello di Paglia a bordo della Thousand Sunny, sfidando Zoro. Ju Peter, Warcury e Saturn invece prendono di mira Emet: York infatti ha intuito che il Lumacofono che trasmette il messaggio è nascosto nel robot. Bonney intanto ottiene grazie ai suoi poteri una trasformazione simile a Nika per assistere Rufy e insieme colpiscono Mars scacciandolo via da Egghead. Warcury invece prova a distruggere la Great Eirik, nave dei Pirati Giganti Guerrieri, ma viene respinto indietro da Emet mentre la Thousand Sunny decolla grazie al sacrificio di Atlas, che si fa esplodere rallentando Nusjuro. Mentre Saturn sale sulla Great Eirik venendo respinto da una raffica di pugni di Rufy e Bonney, Vegapunk continua il messaggio affermando che chiunque rivendichi lo One Piece determinerà il destino del mondo. |                                         |                                         |

## Volumi 111-in corso
| Nº  | Titolo italiano Giapponese 「Kanji」 - Rōmaji | Data di prima pubblicazione          | Data di prima pubblicazione                                                                  |
| Nº  | Titolo italiano Giapponese 「Kanji」 - Rōmaji | Giapponese                           | Italiano                                                                                     |
| 111 | Avventura a Erbaf 「エルバフの冒険」 - Erubafu no bōken | 4 marzo 2025 ISBN 978-4-08-884491-6  | 23 settembre 2025 ISBN 978-88-226-6240-8 (ed. regolare) ISBN 978-88-226-6441-9 (ed. variant) |
| 111 | Capitoli (traduzioni letterali dei titoli) - 1122. Il momento giusto (イザッテトキ?, Izatte toki) - 1123. Le due settimane di vuoto (空白の２週間?, Kūhaku no ni-shūkan) - 1124. Amico intimo (親友?, Shin'yū) - 1125. Cosa intendi per morte (何をもって死とするか?, Nani o motte shi to suru ka) - 1126. Pareggiare i conti (落とし前?, Otoshimae) - 1127. Avventura nella terra dei misteri (謎の国の冒険?, Nazo no kuni no bōken) - 1128. RPG (RPG?, Āru Pī Jī) - 1129. Bambole viventi (生人形?, Rivudōru) - 1130. Il principe maledetto (呪いの王子?, Noroi no ōji) - 1131. Loki del regno dei morti (冥界のロキ?, Meikai no Roki) - 1132. Avventura a Erbaf (エルバフの冒険?, Erubafu no bōken) - 1133. Voglio che tu mi lodi (褒めてほしい?, Homete hoshii) |                                      |                                                                                              |
| 111 | Trama Warcury riesce a raggiungere e colpire Emet, ponendo così fine al videomessaggio di Vegapunk. Emet riesce a rialzarsi un'ultima volta e, prima di spegnersi definitivamente, rilascia una fortissima Ambizione del re conquistatore che fa svenire i marine e costringe Warcury, Ju Peter, Nusjuro e Mars a tornare a Marijoa. La ciurma di Cappello di paglia festeggia con Dori e Brogi sulla nave dei guerrieri di Erbaf, mentre il cadavere di Vegapunk è accasciato nella stiva: quest'ultimo, due settimane prima, aveva scoperto insieme a Pythagoras e Shaka che York aveva contattato il Governo Mondiale e gli aveva dato parte del Mother Flame; pertanto Vegapunk, capendo che il governo stava per ucciderlo, aveva registrato il videomessaggio e poi si era cancellato la memoria per far andare tutto nel verso giusto. Saturn, invece, rimasto a Egghead, viene ucciso telepaticamente da Im e diventa così uno scheletro davanti a tutti i vice-ammiragli presenti sull'isola: al suo posto, viene nominato nuovo dio guerriero della difesa scientifica Figurland Garling. Sul Punk Record, Edison, Shaka, Atlas e Pythagoras si fondono in un unico corpo e sfuggono a York dirigendosi verso le isole nel cielo. Giorni dopo, sulla nave dei giganti, dopo aver mangiato e bevuto, tutti si risvegliano scoprendo che Rufy, Zoro, Nami, Usop, Sanji e Chopper sono scomparsi: questi sei si ritrovano in un paese fatto interamente di blocchi, una stanza dove un gigante di nome Road si diverte ad essere il dio del sole. I sei riescono a fuggire dalla stanza, ma Rufy si allontana dagli altri e finisce nella parte più bassa dell'isola, dove conosce Loki, un gigante incatenato e bendato che rivela che l'isola in cui si trovano è quella di Erbaf. Loki dice a Rufy di conoscere Shanks e gli promette di dirgli dove si trova in cambio della liberazione dalle catene. Nel frattempo, sulla nave dei giganti, Robin si fa rifare l'acconciatura che possedeva due anni prima e Dori e Brogi vengono a sapere del loro aumento di taglie. I giganti spiegano che Erbaf si divide in tre parti: la parte più bassa, il regno dei morti; quella centrale, il regno del sole; e quella più alta, il paradiso. Con la nave raggiungono il regno del sole, dove il resto della ciurma, riunitosi con Rufy e la ciurma di Hajrudin, raggiungono il villaggio di Erbaf. Prima di festeggiare, la ciurma fa visita a Sauro che Robin rivede commossa dopo tanti anni.                                                     |                                      |                                                                                              |
| 112 | Harley 「神典」 - Hārei | 4 luglio 2025 ISBN 978-4-08-884563-0 | -                                                                                            |
| 112 | Capitoli (traduzioni letterali dei titoli) - 1134. La libreria del gufo (フクロウの図書館?, Fukurō no toshokan) - 1135. Le coppe dell'amicizia (友の盃?, Tomo no sakazuki) - 1136. Il paese che attende il sole (太陽を待つ国?, Taiyō o matsu kuni) - 1137. Entra in scena Shamrock (シャムロック登場?, Shamurokku tōjō) - 1138. Harley (神典?, Hārei) - 1139. Divoratore di montagne (山喰らい?, Yamagurai) - 1140. Scopper Gabin (スコッパー・ギャバン?, Sukoppā Gyaban) - 1141. Donne più anziane (歳上の女?, Toshiue no onna) - 1142. Ciò di cui ho paura (わたしのこわいもの?, Watashi no kowai mono) - 1143. I cavalieri di Dio (神の騎士団?, Kami no kishidan) - 1144. Il tempo dei guerrieri (戦士の時間?, Senshi no jikan) |                                      |                                                                                              |
| 112 | Trama I giganti mostrano ai Pirati di Cappello di Paglia la Biblioteca del Gufo e la Scuola del Tricheco. Altrove, due figure incappucciate appaiono all'interno del castello del Villaggio Occidentale e sconfiggono le guardie, chiedendo dove si trova Loki. I giganti offrono alla ciurma un banchetto di benvenuto e, mentre raccontano loro di Nika e dell'incidente in cui Loki ha ucciso suo padre il re Harald, Rufy progetta di liberare Loki per chiedergli dove si trovi Shanks. Nel frattempo, Loki viene affrontato dai due che si sono infiltrati nel castello, che si rivelano essere parte dei Cavalieri Divini, e viene da loro invitato ad unirsi ai loro ranghi. Rufy, Zoro, Nami e Road cercano nel castello la chiave per liberare Loki. I due cavalieri Figurland Shamrock e Gunko decidono di formulare un piano diverso per porre Erbaf sotto il controllo del Governo Mondiale dopo che Loki si è rifiutato di allearsi con loro, venendo ferito gravemente. Franky e Ripley si imbattono nell'antico murale di Erbaf, che descrive dettagliatamente tre guerre avvenute nel mondo. Mentre Rufy, Zoro, Nami e Road continuano la loro ricerca, incontrano un umano la cui vera identità si rivela essere Scopper Gabin, un ex pirata della ciurma di Roger. Dopo una breve battaglia, Gabin permette a Rufy di prendere la chiave per liberare Loki. Nel regno del sole, Shamrock e Gunko iniziano il loro piano per prendere in ostaggio i figli dei giganti, con l'aiuto di altri due cavalieri, Sommers e Killingham. Rufy e Zoro si recano da Loki e lo trovano in fin di vita. I Nuovi Pirati Guerrieri Giganti e Sanji cercano di impedire loro di liberare Loki, solo per scoprire che Loki si è già rialzato dopo aver avuto la maggior parte delle sue catene sbloccate. La scuola viene attaccata da vari mostri giganti, manifestatisi dagli incubi degli studenti tramite il potere di Killingham. Loki scatena un gigantesco incendio dopo aver minacciato Rufy, Zoro, Sanji e i Nuovi Pirati Guerrieri Giganti. I giganti si trovano in difficoltà contro i poteri dei cavalieri mentre cercano di salvare i bambini e spegnere l'incendio. Rufy atterra Loki e Gerd inizia a curarlo. Mentre Hajrudin pensa di uccidere Loki, il principe nega di aver ucciso a sangue freddo il loro padre Harald. I giganti e la Ciurma di Cappello di Paglia vengono a conoscenza degli intrusi, e insieme a Colon vanno a cercare i bambini, mentre i Nuovi Pirati Guerrieri Giganti e Gabin giungono per combattere i mostri. |                                      |                                                                                              |

## Capitoli non ancora in formatotankōbon
Questa lista è suscettibile di variazioni e potrebbe essere incompleta o non aggiornata.

I seguenti capitoli sono apparsi su Weekly Shōnen Jump in Giappone, ma non sono ancora stati stampati in formato tankōbon poiché i volumi di One Piece sono generalmente pubblicati ogni tre mesi. Essendo i capitoli inediti in Italia, viene riportata la traduzione letterale del titolo originale giapponese.
- 1145. Incendio nel settore 2 della foresta, strada del ramo 8 (樹道8号線第2樹林区火災?, Judō hachi-gōsen dai-ni jurin-ku kasai)
- 1146. Movimento nell'immobilità (静中に動あり?, Seichū ni dō ari)
- 1147. Ciò di cui abbiamo paura (我々の恐いもの?, Wareware no kowai mono)
- 1148. Ronya (ローニャ?, Rōnya)
- 1149. Un secondo (一秒?, Ichi byō)
- 1150. Domi reversi (黒転支配?, Domi ribāshi)
- 1151. È tutto chiaro!!! (もういいわかった!!!?, Mou ii wakatta!!!)
- 1152. Una pessima giornata (ヒドい一日?, Hidoi ichinichi)
- 1153. La nascita di Loki (ロキ誕生?, Roki tanjō)
- 1154. Non posso nemmeno morire (死ねもしねェ?, Shine mo shinē)
- 1155. I pirati Rocks (ロックス海賊団?, Rokkusu kaizokudan)
- 1156. Idol (アイドル?, Aidoru)
- 1157. Il bar leggendario (伝説のBAR?, Densetsu no bā)